# Ulrike Meinhof

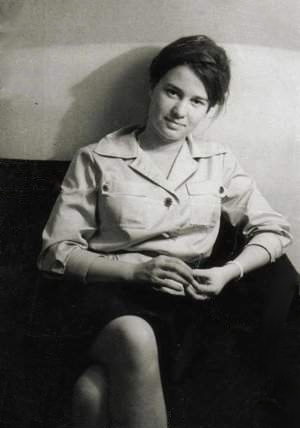
Ulrike Meinhof, vor 1964

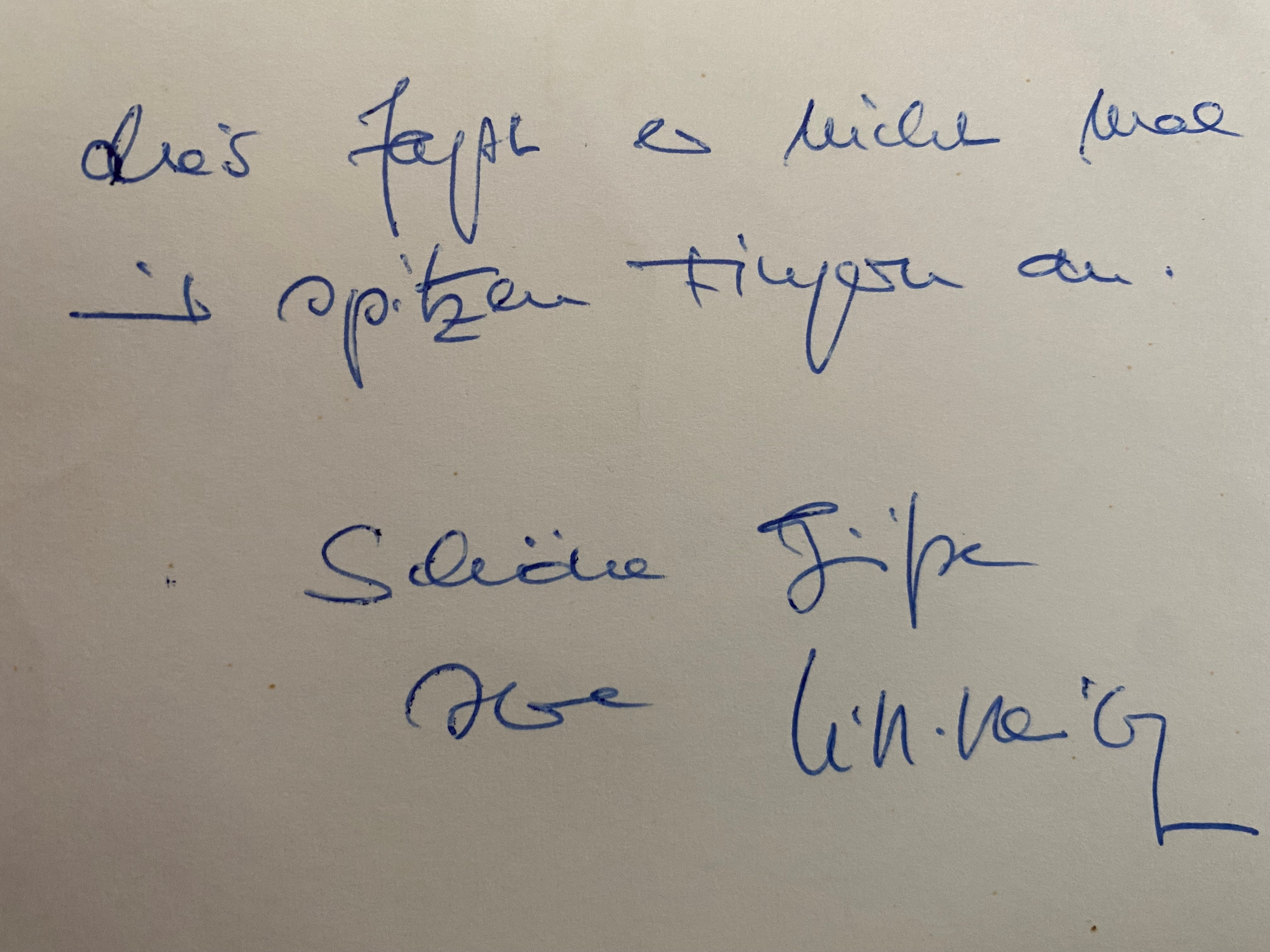
Eigenhändige Unterschrift als Redakteurin des SFB

Ulrike Marie Meinhof (* 7. Oktober 1934 in Oldenburg (Oldb); † 9. Mai 1976 in Stuttgart-Stammheim) war eine deutsche Journalistin und radikale Linke, die später zur Linksterroristin wurde.
In den 1950er Jahren war sie in der Bewegung Kampf dem Atomtod engagiert, seit 1959 als Redakteurin der Zeitschrift konkret, ab 1965 in der Außerparlamentarischen Opposition (APO). 1970 nahm sie an der Baader-Befreiung teil, gründete die Rote Armee Fraktion (RAF) mit und verfasste deren ideologisches Konzept.
Sie nahm 1972 an der Mai-Offensive der Rote Armee Fraktion teil, wurde im Juni 1972 festgenommen und verbrachte den Rest ihres Lebens in Haft, zeitweise isoliert von Außenkontakten. Im November 1974 wurde sie wegen Mordversuchs bei der Baader-Befreiung zu acht Jahren Freiheitsstrafe verurteilt. Ab 1975 war sie im Stammheim-Prozess mit den übrigen RAF-Führungsmitgliedern des vierfachen Mordes und 54-fachen Mordversuchs angeklagt. Vor dem Prozessende wurde sie in ihrer Zelle in der Justizvollzugsanstalt Stuttgart-Stammheim erhängt aufgefunden. Zwei Obduktionen schlossen Fremdeinwirkung aus.

## Leben und Wirken

### Kindheit
Ulrike Meinhofs Eltern, die Kunsthistoriker Werner Meinhof (1901–1940) und Ingeborg Meinhof (* 1909 als Ingeborg Guthardt; † 1949) heirateten 1928. Ab März 1928 war Werner Meinhof wissenschaftlicher Assistent am Landesmuseum für Kunst- und Kulturgeschichte in Oldenburg. 1933 trat er in die NSDAP ein und leitete ab 1936 das Stadtmuseum Jena. 1937 lieferte er hunderte moderne Kunstwerke als „Entartete Kunst“ an das NS-Regime aus. 1940 starb er an Bauchspeicheldrüsenkrebs. Seine Frau Ingeborg nahm ihre Freundin Renate Riemeck bei sich auf. Nach ihrem Tod 1949 erhielt Riemeck die Vormundschaft für ihre Töchter Ulrike und Wienke Meinhof, verheiratete Zitzlaff (1931–2017). Seit 1946 lebten sie wieder in Oldenburg.
Dort besuchte Ulrike Meinhof von 1946 bis 1952 die katholische Liebfrauenschule Oldenburg und für eine Weile die Rudolf-Steiner-Schule in Wuppertal. 1955 legte sie ihr Abitur am Gymnasium Philippinum Weilburg ab, wo sie die Schülerzeitung Spektrum gegründet hatte.

### Studienzeit
Im April 1955 begann Meinhof in Marburg ein Studium der Psychologie, Pädagogik und Germanistik. Die Studienstiftung des deutschen Volkes förderte es. Im Wintersemester 1955 gab sie Psychologie und Germanistik auf und wechselte zu Kunstgeschichte und Geschichtswissenschaft. Sie besuchte regelmäßig die Universitätskirche, deren Pfarrer Karl Bernhard Ritter die Michaelsbruderschaft in der Berneuchener Bewegung gegründet hatte.
Seit Sommer 1956 las Meinhof Publikationen von Atomwaffen-Gegnern (Robert Jungk, Karl Bechert), christlichen Pazifisten (Friedrich Wilhelm Foerster) und antifaschistischen Theologen (Karl Barth, Dietrich Bonhoeffer). Sie begrüßte den Appell der Göttinger Achtzehn vom April 1957, der jedoch in Marburg kaum Unterstützer fand. Zum Wintersemester 1957 wechselte sie an die Westfälische Wilhelms-Universität in Münster. Dort schrieb sie regelmäßig Artikel für zwei christliche Studentenblätter, in denen sie den Widerstand gegen Atomwaffen aus dem Neuen Testament begründete. Angeregt von Elisabeth Heimpel gründete sie im April 1958 einen „Studentischen Arbeitskreis für ein atomwaffenfreies Deutschland“, der zur Bewegung Kampf dem Atomtod gehörte. In einem Flugblatt forderte sie Widerstand gegen Atomrüstung analog zur NS-Zeit: „Wir wollen uns nicht noch einmal wegen 'Verbrechen gegen die Menschlichkeit' vor Gott und den Menschen schuldig bekennen müssen.“
Am 20. Mai 1958 sprach Meinhof bei einer Kundgebung von Atomwaffengegnern in Münster erstmals öffentlich. Ab Juni bereitete sie einen Anti-Atom-Kongress in West-Berlin mit vor, gründete dazu die Studentenzeitschrift Das Argument und berichtete darin mit Jürgen Seifert laufend über die westdeutschen Anti-Atom-Ausschüsse. Deren Zusammenarbeit mit konkret organisierte ihr Freund Reinhard Opitz. Er war Mitglied der seit 1956 verbotenen KPD. Im Juli trat Meinhof in den SDS Münster ein. Im Hauptausschuss der Anti-Atom-Initiativen setzte sie durch, dass mit konkret kooperierende Initiativen geduldet wurden. Im September traf sie erstmals den Hamburger konkret-Redakteur Klaus Rainer Röhl. Ende Oktober trat sie nach einem Treffen mit westdeutschen Kommunisten in Ostberlin in die KPD ein. Ihr damaliger Verlobter Lothar Wallek wollte sie daraufhin nicht mehr heiraten.
Sie schrieb Artikel für die SDS-Blätter david und standpunkt. Von November bis Dezember 1958 war sie Mitglied des Allgemeinen Studentenausschusses (AStA) der Universität Münster, wurde aber ausgeschlossen, nachdem sie im AStA-Organ einen Artikel über Neofaschismus veröffentlicht hatte. In argument-Artikeln zur Berlin-Krise befürwortete sie den Rapacki-Plan für eine atomwaffenfreie Zone in Mitteleuropa und die Entmilitarisierung ganz Berlins, lehnte die Hallstein-Doktrin ab und kritisierte die Regierungspolitik Konrad Adenauers als „Wiederaufleben eines militanten deutschen Größenwahns und Revanchegeists“.
Beim „Studentenkongress gegen Atomrüstung“ am 3. und 4. Januar 1959 in West-Berlin erreichte Meinhof gegen die SPD-Vertreter unter Helmut Schmidt, dass die Leitung direkt gewählt wurde und nicht nur SPD-Mitglieder hineinkamen. Die Forderung nach direkten Verhandlungen beider deutscher Staaten über Frieden, Abrüstung und Wiedervereinigung erreichte eine große Mehrheit. Meinhof bereitete auch den Frankfurter „Kongress für Demokratie – gegen Restauration und Militarismus“ vom Juni 1959 mit vor. Eine von ihr verfasste Resolution forderte die Abschaffung der Wehrpflicht, den Ausschluss ehemaliger Wehrmachtsoffiziere aus der Bundeswehr, Verhandlungen mit der DDR zur schrittweisen Wiedervereinigung und die Anerkennung der Oder-Neiße-Grenze als gesamtdeutscher Ostgrenze. Ein vom SPD-Parteivorstand veranlasstes „konkret-Dossier“ machte 13 „Schlüsselpersonen“, darunter Meinhof, für eine kommunistische Unterwanderung des SDS verantwortlich.
Im Juli 1959 traten die konkret-Mitarbeiter aus dem SDS Münster aus. Meinhof besuchte die siebten Weltfestspiele der Jugend und Studenten in Wien und studierte unter anderem Friedrich Nietzsches Frühschriften, Architektur der Renaissance und das Werk von Gian Lorenzo Bernini. Sie wollte in Hamburg promovieren und in die Redaktion von konkret einsteigen. Ende August studierte sie für ihre Dissertation zu Erhard Weigel einen Monat lang in Jena. In einem nicht abgesandten Bericht für ihre Schwester lobte sie den Bildungsgrad vieler DDR-Bürger und kritisierte den Dogmatismus mancher Funktionäre der SED. Im Dezember 1960 brach sie ihre Dissertation ab, um sich ganz der politischen Arbeit zu widmen.

### Journalistin
Ab Oktober 1959 gehörte Meinhof als einzige Frau zur siebenköpfigen konkret-Redaktion, zuständig für Außenpolitik, Presseschau, bildende Kunst und Titelbilder. Die von der KPD-Leitung in Ostberlin angebotene Chefredaktion lehnte sie aus Loyalität zu Röhl ab. Sie ermöglichte Prominenten Gastbeiträge (etwa Frans Masereel, Thomas Lenk, Erich Kuby, Hans Magnus Enzensberger, Simone de Beauvoir, Pablo Neruda), kritisierte Folter der Kolonialmacht Frankreich im Algerienkrieg, unterstützte die kubanische Revolution und las Werke von Mao Zedong. Ihr erster Leitartikel „Der Friede macht Geschichte“ begrüßte das vorausgegangene Treffen zwischen den Staatsführern Nikita Sergejewitsch Chruschtschow (Sowjetunion) und Dwight D. Eisenhower (USA) als Ende des Kalten Krieges, das eine andere deutsche Politik erfordere.
1960 protestierte Meinhof mit vielen Initiativen dagegen, dass der CDU-Minister Werner Schütz Renate Riemeck aus politischen Gründen die Prüfungszulassung entzogen hatte. Sie engagierte sich für die von der SED geförderte Deutsche Friedens-Union (DFU), die ein neutrales, atomwaffenfreies Gesamtdeutschland anstrebte. Dazu traf sie den DDR-Politiker Albert Norden, drehte einen Wahlwerbespot und übernahm im März 1961 die Chefredaktion von konkret, weil Röhl Wahlkampfleiter der DFU wurde. Infolge des Baus der Berliner Mauer (13. August 1961) erreichte die DFU bei der Bundestagswahl 1961 keine Mandate.
Im Mai 1961 schrieb Meinhof im Leitartikel „Hitler in Euch“: So wie ihre Generation nach Hitler frage, werde sie einst nach Franz Josef Strauß gefragt werden. Strauß trieb als Bundesverteidigungsminister damals die Atombewaffnung der Bundeswehr voran und klagte erfolglos gegen Meinhofs Satz. Der Prozess machte sie bundesweit bekannt. Ihr Verteidiger Gustav Heinemann war 1950 wegen der Wiederbewaffnung als Innenminister zurückgetreten.
Im Dezember 1961 heiratete sie Röhl und zog mit ihm zusammen. Mit Artikeln gegen deutsche Notstandsgesetze, über die „Neue Linke“ und Aufrufen zu den Ostermärschen erschloss sie für konkret neue Leser. Wegen Kritik des Blattes an militaristischen Aspekten der DDR-Politik verlangte die KPD-Leitung im Juni 1962 ultimativ, die „Hetze gegen die DDR“ einzustellen, und drohte, die Redaktion auszutauschen.
Im September 1962 gebar Meinhof ihre Zwillingstöchter Regine und Bettina Röhl. Im Artikel „Die Würde des Menschen“ beschrieb sie die geplante Notstandsgesetzgebung als staatsstreichartige Abkehr vom Grundgesetz. Im Oktober wurde sie wegen eines Hirntumorverdachts operiert, erlitt eine Woche lang traumatisierende Schmerzen und konnte ihre Kinder drei Monate lang nicht sehen. Seitdem geriet ihre Ehe mit Röhl in eine Krise.
Nach dem tödlichen Attentat auf John F. Kennedy im November 1963 empfahl sie der Bundesregierung, sich nun vom „großen Bruder“ USA zu lösen und eigenständige Außenpolitik zu betreiben.
Im Juni 1964 verlangte KPD-Vertreter Josef Angenfort von der konkret-Redaktion, den Namen des Blattes abzutreten und die Inhalte kontrollieren zu lassen, sonst werde die KPD ihre Finanzhilfen einstellen. Meinhof bat ihn darum, Röhl als Redakteur zu behalten, ihm die Namensrechte zu überlassen und etwa 80.000 DM Defizit mitzutragen. Als Angenfort ablehnte, traten sie und Röhl aus der KPD aus. Diese ließ Röhl die Namensrechte und mit KPD-Mitteln angeschaffte Geräte. Meinhof und Röhl führten das Blatt durch gut bezahlte Privatanzeigen westdeutscher Verlage weiter. Sie arbeitete fortan als freiberufliche Journalistin für konkret und einige westdeutsche Rundfunkanstalten, schlug deren Angebote für eine Festanstellung jedoch aus. Besonders anerkannt wurden ihr Bericht über den Prozess gegen den Holocaust-Täter Karl Wolff, eine Hörfunksendung zum Warschauer Ghetto, für die sie den Holocaustüberlebenden Marcel Reich-Ranicki befragte, und ihr Beitrag „Arbeitsunfälle“ für das NDR-Magazin Panorama vom 24. Mai 1965. Der HR lehnte ihre Themenwahl nie ab, weil ihre Beiträge stets gründlich recherchiert und konzeptionell durchdacht waren. Sie ließ Originaltexte von professionellen Sprechern vortragen und verband sie mit Spielszenen.
Nach der Trennung von der KPD zeigte konkret im Zuge der damaligen „sexuellen Revolution“ und für mehr Auflage Titelbilder mit nackten Frauen. Meinhofs Artikel erschienen mit Passbild und Signatur der Autorin. Sie verantwortete nun ihre eigene Linie und kritisierte zuweilen auch ihre Redaktion. Das trug zum bundesweiten Erfolg des Blattes in der entstehenden APO bei. Nach der Spiegel-Affäre bezeichnete sie Strauß im Oktober 1964 als „infamsten deutschen Politiker“. Diesmal hatte er mit seiner Unterlassungsklage dagegen Erfolg. 1965 produzierte sie Rundfunkbeiträge über „Gastarbeiter“ und „Heimkinder in der Bundesrepublik“. Diese Randgruppen hatte zuvor kaum ein Medium behandelt. Für die Bundestagswahl 1965 wollte sie den konkret-Lesern erneut die DFU empfehlen, woraufhin Röhl Wahlaufrufe von Günter Grass für die SPD abdruckte.
Im Dezember 1965 protestierte Meinhof mit etwa 15 Personen vor dem Gebäude des NDR gegen das Ende der beliebten Satiresendung „Hallo Nachbarn“, begleitet von einem großen Polizeiaufgebot. Der NDR setzte ihre geplante Reportage zum Grubenunglück von Lengede von 1963 ab. Ihr Leitartikel „Lohnkampf“ kritisierte, dass die Gesamtmetall-Arbeitgeber und die damalige Bundesregierung unter Ludwig Erhard Fremdenfeindlichkeit zum Senken des Lohnniveaus benutzten. Seit März 1966 engagierte sie sich gegen den Vietnamkrieg und kritisierte, dass bundesdeutsche Medien kaum über die Ostermarschproteste dagegen berichteten. Im Juli entließ der NDR Joachim Fest wegen eines kritischen Beitrags über die Notstandsgesetze; dagegen organisierte Meinhof eine Protestaktion. Durch Polizeiverhöre erfuhren Teilnehmer, dass Meinhofs Telefonate mit Freunden abgehört worden waren. Seitdem arbeitete sie nicht mehr für den NDR.
Ab Dezember veröffentlichte konkret nach dem Braunbuch der DDR Material zum Verhalten von Bundespräsident Heinrich Lübke in der NS-Zeit, das Meinhof von den SED-Vertretern Friedrich Karl Kaul und Gerhard Dengler in Ostberlin erhalten hatte.
Die am 1. Dezember 1966 gebildete Große Koalition kommentierte sie: Die SPD habe seit dem Godesberger Programm von 1959 auf ihren Regierungseintritt hingearbeitet. Alle Erwartungen an die SPD seien Selbsttäuschung gewesen. Mit Röhl und anderen Linksintellektuellen besuchte sie Feste, die der von der CIA finanzierte Kongress für kulturelle Freiheit in Hamburg veranstaltete. Dabei diskutierte sie mit konservativen Journalisten wie Peter Coulmas und plante ein Buch zum Thema Emanzipation und Ehe.

### APO-Aktivistin
Im Frühjahr 1967 bat Meinhof die Nationale Front der DDR um einige 1000 Bauarbeiterhelme als Schutz für West-Berliner Demonstranten. Die Bitte wurde geprüft, aber nicht erfüllt. Den Militärputsch in Griechenland vom 21. April 1967 kommentierte sie im Juni: In Griechenland sei der Notstand ausgeführt worden, den die Notstandsgesetze auch in der Bundesrepublik ermöglichen würden. Damit lasse sich eine politisch erfolgreiche Opposition, die derzeit in der Bundesrepublik fehle, ebenso leicht entmachten. Sie vertraute also der parlamentarischen Opposition nicht mehr. In derselben Ausgabe schrieb sie zum bevorstehenden Schah-Besuch 1967 einen „Offenen Brief an Farah Diba“, die Schahgattin. Darin erinnerte sie an den gewaltsamen Sturz des demokratisch gewählten Schahvorgängers Mohammad Mossadegh, schilderte nach Angaben von Bahman Nirumand Analphabetismus, Armut und hohe Kindersterblichkeit im Iran und kritisierte die westdeutsche Boulevardpresse. Weil die Zeitschrift Der Spiegel eine einstweilige Verfügung gegen Meinhofs satirische Glosse „Spiegel an Springer verkauft“ erwirkte, wurde ihr „Offener Brief“ in hoher Auflage nachgedruckt und an vielen Hochschulen verteilt.
Die Erschießung von Benno Ohnesorg bei der Demonstration am 2. Juni 1967 in West-Berlin kommentierte Meinhof in einer Fernsehsendung: Die Proteste gegen einen Polizeistaatschef (den Schah) hätten den eigenen Staat als Polizeistaat entlarvt. Die Regierenden hätten sich zum „offenen Terror“ gegen Demokraten, die grundgesetzlich verbriefte Rechte wahrnahmen, bereit gezeigt. In einer konkret-Kolumne forderte sie, den Axel-Springer-Verlag zu enteignen, weil dessen Zeitungen Bürger zu Selbstjustiz an linken Studenten aufgerufen hatten und somit für Ohnesorgs Erschießung mitverantwortlich seien. Fortan unterstützte sie die APO als Teil jener linken Opposition, die sie seit den 1950er Jahren angestrebt hatte. Die Gleichgültigkeit vieler Hamburger Linker gegenüber Ohnesorgs Erschießung stieß sie ab. Wegen mehrerer Affären Röhls und politischer Differenzen trennte sie sich im Oktober 1967 von ihm und reichte den Scheidungsantrag ein. Um das Sorgerecht für ihre Töchter zu erhalten, blieb sie zunächst in Hamburg. Nach der Scheidung im April 1968 zog sie mit ihnen nach West-Berlin.
Anfang 1967 traf Meinhof erstmals den Studentenführer Rudi Dutschke und sah ihn als politischen Freund. Sie las Werke von Herbert Marcuse, Frantz Fanon und anderen einflussreichen Autoren der Neuen Linken. Sie beteiligte sich an der Suche der APO nach wirksamen Aktionsformen gegen den Vietnamkrieg und die als unterdrückend erlebten bundesdeutschen Zustände. Sie kannte das „Organisationsreferat“ vom September 1967, in dem Dutschke und Hans-Jürgen Krahl eine „Stadtguerilla“ zur Unterstützung von Widerstandsbewegungen in der Dritten Welt forderten. Bei einer SDS-Tagung im Oktober 1967 rief sie zu mehr Aufklärung über die Lage von Arbeitern und zu einer stärkeren Verbindung von Studenten- und Arbeiterprotesten auf.
Im Februar 1968 veranlasste sie Peter Weiss, seinen Redebeitrag für den „Internationalen Vietnamkongress“ des SDS in der FU nicht abzusagen. Sie nahm mit Giangiacomo Feltrinelli am Kongress und an der folgenden Großdemonstration gegen den Vietnamkrieg teil und trug das dort beschlossene Programm mit. Dieses verlangte eine Kampagne „Zerschlagt die NATO“, materielle Hilfen für die Nationale Front für die Befreiung Südvietnams, Aufrufe zur Fahnenflucht an US-Soldaten und Sabotage-Aktionen gegen kriegswichtige Infrastruktur. Wegen dieser Ziele und des Zulaufs zur APO hielt Meinhof erstmals positive Veränderungen der bundesdeutschen Gesellschaft für möglich.
Für den Mordversuch an Dutschke am 11. April 1968 machten linke Studenten die Bildzeitung mitverantwortlich und wollten deren Auslieferung verhindern. Meinhof nahm an einer Autobarrikade vor der Springerdruckerei in der Kochstraße teil und reichte Steine als Wurfgeschosse mit nach vorn. Bei einer Studentenversammlung am Folgetag sagte sie: Einen Stein zu werfen und ein Auto anzuzünden, sei strafbar, aber tausend Steine zu werfen und hunderte Autos anzuzünden sei eine politische Aktion. Mit vielen anderen Beteiligten an der Aktion wurde sie wegen Sachbeschädigung und Nötigung angezeigt. Die Polizei hatte die Versammlung aufgezeichnet und hielt ihr ihre Aussagen vom 12. April und konkret-Texte vor. So erfuhr sie, dass man sie schon seit einiger Zeit überwacht hatte. Weil der damalige konkret-Mitarbeiter Stefan Aust bestätigte, sie sei als Reporterin in der Kochstraße gewesen und habe keinen Parkplatz gefunden, wurde sie 1969 freigesprochen.
Im Mai 1968 befürwortete sie im konkret-Artikel „Vom Protest zum Widerstand“ begrenzte effektive Regelverletzungen als legitimen Widerstand, warnte aber auch vor irrationaler Gegengewalt aus ohnmächtiger Wut, die der APO schaden werde: „Protest ist, wenn ich sage, das und das paßt mir nicht. Widerstand ist, wenn ich dafür sorge, daß das, was mir nicht paßt, nicht länger geschieht. Gegengewalt, wie sie in diesen Ostertagen praktiziert worden ist, ist nicht geeignet, Sympathien zu wecken, nicht, erschrockene Liberale auf die Seite der Außerparlamentarischen Opposition zu ziehen. Gegengewalt läuft Gefahr, zu Gewalt zu werden, wo die Brutalität der Polizei das Gesetz des Handelns bestimmt, wo ohnmächtige Wut überlegene Rationalität ablöst, wo der paramilitärische Einsatz der Polizei mit paramilitärischen Mitteln beantwortet wird.“ Im August 1968 besuchte Meinhof Dutschke in Rom. Nachdem Truppen des Warschauer Pakts den Prager Frühling am 21. August gewaltsam beendet hatten, schrieb sie: Die kritische Solidarität vieler Linker zur Sowjetunion sei nicht länger fortsetzbar. Das Scheitern des tschechischen Reformkommunismus liege auch an fehlender „Selbstorganisation der Massen“ in „Rätestrukturen“.
Im Oktober 1968 fand der Prozess gegen die Täter der Kaufhaus-Brandstiftungen am 2. April 1968 statt. Gudrun Ensslin gestand ihre Beteiligung und bezeichnete die Tat vor Gericht als Irrtum und Fehler. Meinhof befragte sie bei einem Gefängnisbesuch zu ihren Motiven. Im konkret-Artikel „Warenhausbrandstiftung“ kritisierte sie diese Aktionsform als „systemerhaltend“ und „konterrevolutionär“, weil sich die unabsichtliche Gefährdung von Menschen dabei nicht ausschließen lasse und Warenvernichtung die Konsumwelt nicht angreife, sondern eher dem Profitprinzip entspreche, weil Versicherungen dafür aufkämen. Sie sah allerdings ein „progressives Moment“ darin, dass die Aktion jenes Gesetz gebrochen habe, das den Eigentümer schütze, nicht die ausgebeuteten Hersteller der Waren. Sie versuchte diese Straftat also als Nichtbeachtung bestimmter kapitalistischer, menschenfeindlicher Gesetze zu deuten.
Nach Angaben Jutta Ditfurths bezahlte Meinhof den Sprengstoff für einen Sabotageanschlag am 13. Oktober 1969 auf ein portugiesisches Kriegsschiff der Werft Blohm + Voss mit, nachdem sie sich vergewissert hatte, dass keine Menschen verletzt werden könnten. Viele Linke billigten den Anschlag, obwohl er nicht die angestrebten Medienberichte über deutsche Rüstungsexporte für die Kolonialherrschaft auslöste.

### Trennung von „konkret“
Meinhof hatte seit Jahren bei konkret pornografische Tendenzen und Auflagensteigerung um jeden Preis abgelehnt. Seit 1968 versuchte sie, den Einfluss der APO auf das Blatt zu stärken. Im Sommer 1968 bot Röhl ihr überraschend die Chefredaktion an. Sie zeigte sich gesprächsbereit, wollte sich aber nicht erneut vereinnahmen lassen. Daraufhin erlaubte Röhl einer Autorengruppe des Berliner SDS, selbst redigierte Artikel in konkret zu publizieren. Er kündigte den Vertrag jedoch nach drei Ausgaben, unter anderem weil die gemeinsamen Artikel durch fehlende Autorennamen zu schlecht verkauft würden. Er behielt einige APO-Vertreter als regelmäßige Autoren, ohne ihnen redaktionelle Mitsprache zu gewähren.
Im Januar 1969 kritisierte Meinhof im Artikel „Kolumnismus“ dieses Konzept. Entgegen seinem linksradikalen Image befriedige das Blatt nur Konsumbedürfnisse nach Marktgesetzen. Die Autoren seien vereinzelt und einem Termindruck und Konkurrenz ausgesetzt, so dass sie oft ungenügend recherchierten und Betroffene zum Objekt machten. Die APO brauche dagegen eine selbstbestimmte Zeitung mit demokratischer Redaktionsarbeit. Röhl betonte dagegen in derselben Ausgabe den Profijournalismus und die Marktlücke, die konkret im Unterschied zum Kursbuch in der APO besetze. Bei einer Redaktionskonferenz im März 1969 beschlossen er und die Berliner APO-Vertreter eine dreiköpfige Chefredaktion, bestehend aus Röhl, Uwe Nettelbeck und Peter Rühmkorf. Meinhof legte dann einen SDS-Aufsatz zur Situation an den Hochschulen vor, den Röhl nicht abdrucken ließ. Daraufhin kündigte sie ihre Mitarbeit mit einer Presseerklärung.
Nettelbeck entließ Gegner Röhls, darunter Meinhofs neuen Freund Peter Homann. Bei einem von ihr initiierten Diskussionsabend am 5. Mai 1969 über konkret beschloss eine Teilnehmermehrheit, zwei Tage darauf die Hamburger konkret-Redaktion zu besetzen, um die Auslieferung der nächsten Ausgabe zu verhindern und Röhl zum Rücktritt zu drängen. Dieser erfuhr vorher davon, ließ die Redaktionsräume räumen und die Besetzer von der Polizei festnehmen. Einige richteten danach Sachschäden in Röhls Villa an. Röhl stellte die Aktion in konkret als von Meinhof gelenkten „Gleichschaltungs“-Versuch dar und druckte keine Kolumnen von ihr mehr. Sie verlor einige Freunde, die den Besetzungsversuch als private Racheaktion an Röhl deuteten. Sie ging juristisch gegen die Vorwürfe vor und sah darin eine Ablenkung von der ursprünglich angestrebten Demokratisierung der Redaktion. Erst im Dezember 1969 erklärte der Berliner SDS, sie habe nichts mit der Besetzung zu tun gehabt.
Im Frühjahr 1969 hatte Meinhof einen Lehrauftrag für Publizistik an der FU erhalten. Sie entwickelte mit ihren Studenten Hörfunksendungen; gemeinsam planten sie eine unabhängige, antiautoritäre linke Zeitung. Im November griffen drei Zeitungen des Springerverlags ihre Seminarangebote und Lehrmethoden als Agitationsarbeit der „roten Ulrike“ an. Nach Spitzelberichten stellten CDU-Abgeordnete bis Januar 1970 im Senat neun kleine Anfragen zu ihrer Tätigkeit. Dieser fand keine Beweise für ein verfassungswidriges Verhalten. Wegen der Herabsetzung und Bespitzelung ihrer Arbeit verlängerte Meinhof ihren Lehrauftrag jedoch nicht. Weil die Kommunistische Partei Deutschlands (Aufbauorganisation) die Wochenzeitung Rote Presse Korrespondenz übernahm, konnte sie dort keine Artikel mehr publizieren.

### Verhältnis zur Frauenbewegung
1968 und 1969 befasste sich Meinhof verstärkt mit der Frauenbewegung. Ihr Artikel Falsches Bewusstsein beschrieb deren Erfolge, Illusionen und Defizite aus ihrer Sicht: Berufstätige Frauen seien noch nicht sozial emanzipiert, weil sie als Mütter oft verstärkt Angriffen auf Mütterarbeit usw. ausgesetzt seien. Im April lud Hans Magnus Enzensberger sie zu einem Beitrag für ein Kursbuch zur Frauenfrage ein. Dazu traf sie sich mit dem „Aktionsrat zur Befreiung der Frauen“. Dessen Gründerin Helke Sander glaubte danach, Meinhof wolle als emanzipierte berufstätige Frau nichts mit dem Aktionsrat zu tun haben. Tatsächlich versuchte sie laufend, ihre politische und berufliche Aktivität mit dem Aufziehen ihrer Kinder zu vereinbaren. Sie suchte erfolglos eine passende Wohngemeinschaft für kollektive Kindererziehung. Weil der Kindergarten ihrer Töchter autoritär geführt wurde, meldete sie sie vorzeitig in einer Privatschule der Königin-Luise-Stiftung an. Im Juli 1969 hielt sie den Vortrag „Die Befreiung der Frau“ in Tübingen, worauf sich dort eine Frauengruppe bildete. In einem Filminterview erklärte sie, Kindererziehung sei höchst politisch, weil sich daran erweise, wie frei man sei. Die Familie sei als stabiler Beziehungsort unerlässlich für Kinder. Dass politisch bewusste Frauen wie sie privat dieselben Probleme hätten wie alle berufstätigen Mütter, zeige jedoch den fortbestehenden Kern der Unterdrückung: die Trennung des Privaten vom Politischen.

### Heimkampagne
Seit 1965 hatte Meinhof in einigen Artikeln und Radiosendungen die Erziehung von Kindern und Jugendlichen in westdeutschen Jugendfürsorgeheimen kritisch beschrieben. Sie forderte seit 1966 ein Verbot jeder Art von Gewalt gegen Kinder und selbstbestimmtes Lernen, ähnlich wie die antiautoritäre Erziehung.
Seit ihrem Umzug nach West-Berlin plante sie einen Film über Heimmädchen, in dem diese die Hauptrollen spielen sollten. Im Mai 1968 erhielt sie einen Auftrag des Südwestfunks (SWF) dafür und die behördliche Erlaubnis, in West-Berliner Heimen zu recherchieren. Sie fand eine Pädagogin, die den Mädchen ihres Heimes selbstbestimmtes Lernen, Ausgang, Rauchen, bezahlte Arbeit und Zusammenleben mit Partnerinnen erlaubte und dafür erheblich angefeindet wurde. Im Hauptpflegeheim und im Heim Eichenhof (Tegel) erzählten ihr einige Mädchen von ihrer häufigen Bestrafung, Schlägen und Ausbeutung. Sie erreichte die Entlassung der 17-jährigen Irene Goergens, indem sie für sie bürgte und sie bei sich aufnahm. Im August erhielt SWF-Programmdirektor Günter Gaus gegen Widerstände der Heimleiter vom Berliner Senat die Dreherlaubnis in diesen Heimen. Meinhofs Drehbuch wurde vorbehaltlos akzeptiert.
Zusätzlich zu den West-Berliner Heimen recherchierte Meinhof im Mädchenheim im Kloster Breitenau. Interviews aus diesem Heim verwendete sie in Radiosendungen. Ihr Mitwirken verstärkte die Proteste, die letztendlich zur Schließung des Heims 1973 führten.
Im Dezember 1969 veröffentlichte Meinhof die Radiosendung „Bunker-Bunker“ über ihre bisherigen Heimrecherchen. Auf Anfrage des beteiligten Senders Freies Berlin bestätigte ein Berliner Senator den Tatsachengehalt ihres Sendemanuskripts. Im Februar 1970 begannen die Dreharbeiten für den Fernsehfilm Bambule. Der vom SWF beauftragte Regisseur Eberhard Itzenplitz lehnte die von Meinhof gewünschte Schauspielerin Barbara Morawiecz ab. Auch die Heimmädchen, denen sie die Rollen schon versprochen hatte, durften diese nicht selbst spielen. Daraufhin zog sie sich von den Dreharbeiten zurück und betrachtete ihr Projekt als gescheitert: Der Film sei zum Konsumartikel geworden und betrüge die Mädchen einmal mehr. Nur die Betroffenen selbst könnten ihre Lage ändern, Außenstehende müssten ihre Selbstorganisation aktiv unterstützen.
Die ARD wollte den Film am 24. Mai 1970 ausstrahlen. Intendant Helmut Hammerschmidt setzte ihn jedoch nach Meinhofs Teilnahme an der Baader-Befreiung (14. Mai) trotz Protesten von 122 SWF-Mitarbeitern ab. Erst 1994 wurde der Film gesendet.

### Baader-Befreiung
Am 31. Oktober 1968 waren Andreas Baader und Gudrun Ensslin mit zwei weiteren Kaufhausbrandstiftern zu drei Jahren Haft ohne Bewährung verurteilt, aber im Juni 1969 bis zum Revisionsurteil entlassen worden. Danach halfen sie im Rahmen der Randgruppenstrategie Jugendlichen, die aus dem Jugendheim Staffelberg (Biedenkopf) ausgebrochen waren, Lehrstellen und Wohnungen zu finden. Meinhof freundete sich bei Recherchen über ein anderes hessisches Jugendheim mit ihnen an. Als am 4. Februar 1970 nach der Revision auch Baaders und Ensslins Gnadengesuch abgelehnt wurde, tauchten sie in West-Berlin unter. Meinhof nahm sie einige Wochen in ihre Wohnung auf.
Am 4. April 1970 wurde Baader auf dem Weg zu einem vom Verfassungsschutzagenten Peter Urbach fingierten Waffenverkauf festgenommen. Er musste mit bis zu 34 Monaten Haft rechnen und wäre ebenso wenig wie Horst Mahler und andere vom Straffreiheitsgesetz erfasst worden, das die SPD/FDP-Regierung angekündigt hatte. Die „Illegalen“ in der APO erwogen daher auch Gefangenenbefreiungen. Mahlers Gruppe wollte Baader aus der Haft befreien, um mit ihm eine illegale revolutionäre Gruppe aufzubauen und eine Vorreiterrolle in der Szene zu erhalten. Meinhof entschied, sich daran zu beteiligen.
Laut Bahman Nirumand erklärte sie ihm damals: Sie sei entschlossen, „endlich dieses verlogene bürgerliche Leben zu beenden und alle Folgen eines konsequenten Kampfes auf mich zu nehmen.“ Das Lavieren von Sozialdemokraten und Salonlinken diene nur dazu, das Überleben des Kapitalismus zu verlängern. Man müsse den Staat mit bewaffneten Aktionen zwingen, sein wahres Gesicht zu zeigen. Nur so könne man die Menschen wachrütteln und eine Revolution vorbereiten. Die Erfolgsaussicht sei dabei größer als mit linkem Journalismus, der nur ohnehin Gleichgesinnte erreiche und als demokratisches Feigenblatt diene.
Meinhof schloss mit dem Verleger Klaus Wagenbach einen Vertrag für ein Buch über Heimerziehung, an dem Baader mitwirken sollte. Dann beantragte sie bei den Behörden die Erlaubnis, im Deutschen Zentralinstitut für Soziale Fragen mit Baader für das Buch zu recherchieren. Sie setzte also ihren Ruf als Autorin ein, damit Baader Ausgang erhielt, und kundschaftete die Bibliothek des Instituts aus. Am 14. Mai 1970 wartete sie mit zwei weiteren Frauen vor Ort, bis Baader hineingeführt wurde. Zwei bewaffnete Personen stießen dazu und überrumpelten Baaders Bewacher. Dabei schoss einer auf den zufällig anwesenden Bibliotheksangestellten Georg Linke und verletzte ihn schwer. Meinhof floh mit den vier übrigen Tätern aus einem Fenster und bestieg ein bereitstehendes Fluchtauto. Sie ließ ihre Handtasche vor Ort, in der sich ein Hypothekenbrief, aber keine Waffe fand. Vermutet wird, sie habe sich eventuell erst nach den Schüssen zur Flucht entschlossen. Die Polizei stellte sie mit einem Steckbrief, der nur ihr Portraitfoto zeigte, als wegen Mordversuchs gesuchte Haupttäterin dar. Die Fahnder gingen also noch vor genauen Ermittlungsergebnissen von ihrer Führungsrolle und Übereinstimmung mit Baader und Ensslin aus.
Im Juni veröffentlichte der Spiegel Auszüge eines Gesprächs, das die französische Journalistin Michèle Ray-Gavras mit Meinhof geführt und aufgezeichnet hatte. Darin erklärte sie, Baader sei für den geplanten Aufbau eines bewaffneten Widerstands unentbehrlich. Mit seiner Befreiung könnten sich viele identifizieren. Sie zeige, „dass wir es ernst meinen“. Auf den Einwand, Polizisten seien doch auch Menschen, plädierte Meinhof in Anlehnung an die amerikanische Black Panther Party dafür, Polizisten als „pigs“ zu bezeichnen, und rechtfertigte den Schusswaffengebrauch:

„Das ist ein Problem und wir sagen natürlich, die Bullen sind Schweine. Wir sagen, der Typ in Uniform ist ein Schwein, das ist kein Mensch, und so haben wir uns mit ihm auseinanderzusetzen. Das heißt, wir haben nicht mit ihm zu reden und es ist falsch, überhaupt mit diesen Leuten zu reden, und natürlich kann geschossen werden.“

Im April 1971 schrieb Meinhof im RAF-Konzept dazu, die Aufnahme sei nicht authentisch, stamme aus einer privaten Diskussion und sei als Gedächtnisstütze für einen selbständigen Artikel Rays gedacht gewesen. Diese habe die Gruppe mit der Weitergabe „reingelegt“. Hätten sie geahnt, dass ein ziviler Angestellter eingreift und angeschossen wird, dann hätten sie die Befreiungsaktion unterlassen. Ein unbewaffneter Befreiungsversuch wäre „selbstmörderisch“ gewesen.

### Sorgerechtsstreit
Am Vormittag des 15. Mai 1970 ließ Meinhof ihre Töchter nach Bremen zu ihrer Freundin Lilli Holtkamp bringen. Am selben Tag beantragte Röhl das vorläufige Sorgerecht für sie, das er am Folgetag erhielt, und ließ Interpol nach ihnen fahnden. Meinhof versuchte über ihre Anwälte, ihre Töchter bei ihrer Schwester unterzubringen und das Sorgerecht zu behalten. Ihrem Anwalt Heinrich Hannover erklärte sie, sie habe von dem Plan, Baader zu befreien, nichts gewusst und sei nur geflohen, weil die Aktion nicht wie geplant verlaufen war. Der Justizirrtum des Mordvorwurfs werde sich aufklären. Röhl und Renate Riemeck bestanden darauf, Meinhofs Töchter müssten bei ihrem Vater wohnen. Daraufhin ließ Meinhof sie Anfang Juni in ein Dorf auf Sizilien bringen. Dort lebten sie mit einer Betreuerin in einem Haus mit drei Räumen.
Am 22. Juni 1970 flogen Meinhof, Baader, Ensslin, Mahler und andere von Ostberlin nach Damaskus und reisten dann in ein Lager der Fatah in Jordanien, um dort ein mehrwöchiges militärisches Training zu absolvieren. Dabei kam es zu Konflikten in der Gruppe. Einige stiegen aus, darunter Peter Homann. Er informierte Stefan Aust über den Aufenthaltsort der Kinder Meinhofs und behauptete, sie wolle sie in ein Lager für palästinensische Waisenkinder in Jordanien bringen. Aust holte sie Stunden vor Meinhofs Eintreffen aus Sizilien und brachte sie zu Röhl, wo sie ab September 1970 aufwuchsen. Obwohl Meinhof das Sorgerecht letztlich erhielt, konnte sie dies nicht verhindern. Austs Darstellung, er habe die Kinder vor dem Transport in jenes Palästinenserlager bewahrt, wird von Meinhofs Schwester und einigen Meinhof-Biografen bestritten. Eines der Kinder jedoch, Meinhofs Tochter Bettina Röhl, hat dieser Darstellung allerdings in mehreren Interviews und einem Essay im Spiegel ausdrücklich widersprochen, sie vertritt somit die Auffassung Austs.

### RAF-Texte
Meinhof verfasste den Aufruf Die Rote Armee aufbauen mit, der am 6. Juni 1970 in der linken Szenezeitschrift Agit 883 erschien und deren Lesern den Auftrag gab, den ausgebeuteten Teilen der Bevölkerung die Ziele der Gruppe um Baader klarzumachen. Baaders Befreiung sei nur der Beginn eines „bewaffneten Widerstands“ in der Bundesrepublik, der mit Widerstandsbewegungen in aller Welt verbunden sei. Die ansprechbaren „potenziell revolutionären Teile des Volkes“ diszipliniere nur die Angst vor der Polizei. Ihnen sei mitzuteilen, dass das „Ende der Bullenherrschaft“ bevorstehe. Anders als in früheren Texten Meinhofs fehlte eine Gesellschaftsanalyse, unter welchen Umständen sich Menschen ihrer Lage bewusst und zur sozialen Veränderung bereit werden. Der Aufruf setzte voraus, eine paramilitärische Avantgarde könne und müsse die Bevölkerung mit bewaffneten Aktionen wie der Baader-Befreiung über ihre Unterdrücktheit aufklären und direkt revolutionäre Bereitschaft erzeugen.
Bei einem RAF-Treffen am 24. Dezember 1970, zwei Tage nach der Festnahme von Karl-Heinz Ruhland, Ali Jansen und Beate Sturm, beklagte Meinhof die schlechte Vorbereitung und fehlende politische Strategie der bisherigen RAF-Aktionen. Sie verlangte ein schriftlich fixiertes Konzept, das sie im Gruppenauftrag dann selbst verfasste: Das Konzept Stadtguerilla. Damit antwortete sie auf Kritik aus der radikalen Linken an den nur auf Selbsterhaltung ausgerichteten RAF-Aktionen. Die RAF gab den Text am 30. April 1971 kollektiv heraus. Er folgerte mit Bezug auf marxistische Autoren (vor allem Mao) aus dem Zerfall der APO, einer Rechtsentwicklung der SPD und fehlenden westdeutschen proletarischen Massenbewegung: Die westdeutsche Stadtguerilla müsse den bewaffneten Aufstand der Massen vorbereiten, bevor die Bundesrepublik sich vollends zu einer Diktatur wie in Lateinamerika entwickelt habe. Damit beanspruchte die RAF eine Führungsrolle in der radikalen Linken und schloss jede Rückkehr zu legalen antikapitalistischen Widerstandsformen aus. Die RAF verstand sich nun als streng illegale antiimperialistische Kampftruppe in einem weltweiten Widerstand gegen die westlichen Betreiber des Vietnamkriegs, zu denen sie die Bundesrepublik zählte. Weil Meinhof als Urheberin dieses Konzepts galt, sahen die Strafverfolgungsbehörden sie fortan als „Staatsfeindin Nr. 1“.
Im Mai 1971 veröffentlichte der inhaftierte Horst Mahler eine eigene Zusammenfassung der RAF-Ideologie (Über den bewaffneten Kampf in Westeuropa), die durch die übrige RAF als Kritik an der von Baader und Ensslin vorgegebenen Praxis verstanden wurde und in Konkurrenz zum Meinhof-Text stand.

### Straftaten
Infolge der Großfahndung der Polizei stellten die damaligen rund 25 Mitglieder der RAF ihre Kontakte zu anderen linksradikalen Gruppen weitgehend ein und gaben die anfangs angestrebte Verbindung illegaler mit legalen politischen Aktionen auf. Um sich die für illegale Aktionen nötigen Geldmittel zu beschaffen, überfielen sie am 29. September 1970 drei Banken in West-Berlin. Meinhof beteiligte sich am Überfall auf eine Sparkasse, bei der vier Personen, eine davon bewaffnet, 8.100 DM erbeuteten, aber verfügbare weitere 97.000 DM übersahen. Ab Oktober 1970 bereitete sie in Westdeutschland Einbrüche in ein Munitionsdepot und ein Rathaus mit vor, um Waffen und Ausweisformulare zu erbeuten. Nach der Festnahme von fünf RAF-Mitgliedern in West-Berlin, darunter Horst Mahler, unterblieb der erste Einbruch. Der zweite musste wiederholt werden, weil die erbeuteten Formulare auf dem Postweg verloren gingen. Im November 1970 floh Meinhof bei einer Polizeikontrolle und hinterließ ihre gefälschten Papiere mit einem neueren Foto, so dass ihr damaliges Aussehen öffentlich bekannt wurde. Bei Bekanntenbesuchen erhielt sie einige Ausweichquartiere, so dass die RAF im Dezember 1970 nach Westdeutschland übersiedelte.
Am 15. Januar 1971 überfielen Mitglieder der RAF zwei Sparkassen in Kassel. Die Ermittler hielten Meinhof für beteiligt. Im Mai 1972 trug sie die Mai-Offensive der Rote Armee Fraktion mit, die vier Tote und 74 Verletzte forderte. Zwei Sprengstoffanschläge trafen kriegswichtige Logistik der US-Armee, zwei weitere Polizeibehörden, einer einen Ermittlungsrichter und einer den Axel-Springer-Verlag. Meinhofs Tatbeiträge zu den jeweiligen Anschlägen sind ungeklärt. Der RAF-Aussteiger Karl-Heinz Ruhland beschuldigte sie später, sie habe den Anschlag auf eine Verlagsdruckerei in Hamburg verübt (19. Mai; 17 zum Teil schwer Verletzte). Dagegen bezeugte die RAF-Angeklagte Brigitte Mohnhaupt, Meinhof habe nichts davon gewusst und sei erst danach nach Hamburg gereist, um die Täter des „Kommando 2. Juni“ zu treffen und zu kritisieren. Ensslin betonte im späteren Stammheimprozess, unabhängige Teilgruppen hätten den Anschlag unabgesprochen verübt; die RAF-Führung habe ihn abgelehnt.

### Fahndung
Seit 1971 hielt sich Meinhof öfter im Raum Hamburg auf, wo sich eine von acht Teilgruppen der RAF bildete. Bei einer Großfahndung am 15. Juli 1971 meldete die Polizei zunächst, Meinhof sei „auf der Flucht“ erschossen worden. Tatsächlich getötet wurde die 20-jährige Petra Schelm, die sich wie andere Mitglieder des Sozialistischen Patientenkollektivs (SPK) Meinhofs Teilgruppe an jenem Tag anschließen wollte. Am 21. Oktober 1971 wurde Meinhof bei einem RAF-Treffen in Hamburg beinahe gefasst. Der ebenfalls aufgespürte Gerhard Müller erschoss bei der Flucht einen Polizisten. Polizisten töteten Georg von Rauch und Thomas Weisbecker durch Nahschüsse und behandelten Manfred Grashof, Margrit Schiller und Carmen Roll nach deren Festnahme so, dass Meinhof ebenfalls mit Tötung oder inhumaner Haft rechnete. Zu ihrem Schutz begleiteten die RAF-Mitglieder Ralf Reinders und Klaus Jünschke sie nach Weisbeckers Tod oft.
Aus Aussagen Renate Riemecks und Klaus Rainer Röhls erstellte der BKA-Kommissar Alfred Klaus ein Persönlichkeitsprofil Meinhofs, das ihr eine veränderte Identität und verminderte Zurechnungsfähigkeit zuschrieb, eventuell verursacht durch ihre Hirnoperation. Im November 1971 veröffentlichte Riemeck einen offenen Brief an Meinhof in konkret. Unter dem Titel „Gib auf, Ulrike!“ appellierte sie, Meinhof möge die Aussichtslosigkeit ihres Kampfes einsehen und ihren Mitstreitern vermitteln. Die RAF spiele die Rolle einer „Geisterbande“, die nur neuen Antikommunismus erzeuge, ohne ihre Taten wie die lateinamerikanischen Tupamaros rechtfertigen zu können. Riemeck erklärte sich Alfred Klaus gegenüber bereit, sich mit Meinhof in Ostberlin zu treffen, um sie zur Aufgabe zu überreden, und nannte dem BKA mögliche Kontaktpersonen Meinhofs. Nach Stasi-Akten wollte Riemeck Meinhof zur Ausreise nach Kuba bewegen, habe dann aber ein Treffen mit ihr abgelehnt.
Meinhofs nicht abgesandter Antwortbrief wurde am 10. Dezember 1971 in einem Müllbeutel gefunden. Unter dem Titel „Eine Sklavenmutter beschwört ihr Kind“ persiflierte sie Riemecks Appell: „Ich will, dass du Sklavin bleibst – wie ich. […] Dein Mut ist herzlos, denn wie können wir vor ihm noch unsere Feigheit verborgen halten?“ Riemeck zufolge müsse sie sich mit dem übermächtigen Herrschaftssystem abfinden und die Rolle eines Haussklaven annehmen, der es allenfalls zum Aufseher über andere Sklaven bringe. Mit einem Zitat von Röm 13,1  verwies sie auf einen protestantischen Untertanengeist in ihrer Familie.
Von Dezember 1971 bis März 1972 hielt sich Meinhof in Italien auf, um nicht ständig zu Ortswechseln genötigt zu sein. Darum verlor der Bundesgrenzschutz zeitweise ihre Spur. Um eine Reaktion der RAF zu provozieren, meldeten manche bundesdeutschen Tageszeitungen, Meinhof habe Suizid begangen oder sei an einem Tumor gestorben und heimlich unter falschem Namen eingeäschert worden. Anders als Andreas Baader, der Falschmeldungen öffentlich widersprach, ging Meinhof nicht darauf ein. Manche Medien missdeuteten ihre politische Entscheidung für die RAF als sexuelle Abhängigkeit von Baader.
Am 23. Dezember 1971 hatte die Bild-Zeitung die RAF ohne Beweis eines weiteren Bankraubs und Polizistenmordes bezichtigt. Der Schriftsteller Heinrich Böll kritisierte das am 10. Januar 1972 in seinem Artikel „Will Ulrike Gnade oder freies Geleit?“ als Volksverhetzung. Weil die auf das System zielenden Straftaten der wenigen RAF-Täter die Bundesrepublik nicht gefährden könnten, sei die staatliche Reaktion stark unverhältnismäßig. Unter diesen Umständen könne man Meinhof nicht raten, sich zu stellen. Um einen „fairen Prozess“ zu gewährleisten, müsse der Staat ihr „Gnade oder freies Geleit“ (Schutz ihres Lebens bei und nach der Festnahme) anbieten. Sie habe im Gegensatz zu NS-Tätern von der bundesdeutschen Justiz bisher nur „totale Gnadenlosigkeit“ zu erwarten. Böll wurde darum von vielen Politikern und Medien als „Sympathisant“ der RAF angegriffen.

### Festnahme
Am 14. Juni 1972 nachts erhielt der Lehrer Fritz Rodewald in Langenhagen bei Hannover Besuch von einer ihm unbekannten Frau. Sie bat ihn, ab dem Folgetag zwei Personen einige Tage in seiner Wohnung übernachten zu lassen. Er sagte zu, informierte am Nachmittag des 15. Juni aber die Polizei. Er befürchte, RAF-Mitglieder wollten bei ihm wohnen. Polizeibeamte beobachteten sein Mietshaus und nahmen Gerhard Müller und Ulrike Meinhof am späten Nachmittag fest, als sie Rodewalds Wohnung aufsuchten. Meinhof war stark abgemagert und ähnelte dem Fahndungsfoto nicht. In ihrem Gepäck fand man Waffen, Sprengstoff, eine Feldflaschenbombe und einen Text mit Anweisungen der inhaftierten Gudrun Ensslin.
Meinhof wurde in die Polizeidirektion gebracht. Sie durfte keinen Anwalt anrufen. Die Polizei versprach, ihre Anwälte zu unterrichten, tat dies aber nicht. Als sie sich gegen die Abnahme ihrer Fingerabdrücke wehrte, drohte man ihr eine Vollnarkose an. Diese bei Gegenwehr lebensgefährliche Methode wandte die Polizei auch bei anderen Untersuchungshäftlingen der RAF an. Meinhof wurde zwangsweise entkleidet, um eine Unterleibsnarbe (Kaiserschnitt) festzustellen. Zudem wollte der Fahndungsleiter ihren Schädel röntgen lassen, um sie eindeutig zu identifizieren. Er erhielt eine gerichtliche Anordnung dafür. Meinhof wurde nachts in die Röntgenstation einer Unfallklinik gebracht und wollte diese ohne Anwalt nicht betreten. Daraufhin wurde sie von vier Polizeibeamten gefesselt, an Kopf und Beinen festgeschnallt, und die Augen wurden ihr verbunden. Dabei wurde sie nach Zeugenaussagen körperlich misshandelt. Eine Anwesende habe bedauert, „dass wir keinen Hitler mehr haben“. Ein Beamter habe zu ihr gesagt: „Wir sind zu Menschen wie ein Mensch, zu Schweinen wie eine Sau, wenn’s sein muss wie eine Wildsau.“ Die Vollmacht ihres Anwalts Heinrich Hannover wurde von allen Gerichtsinstanzen abgelehnt. Er erfuhr nicht, wo sie sich befand, und durfte sie erst nach vier Tagen aufsuchen, als sie schon nach Köln-Ossendorf verlegt worden war. Er beschrieb diese Verzögerung als rechtswidrigen Versuch, „die Zeit, in der sie den Ausübern staatlicher Gewalt ohne anwaltlichen Beistand ausgeliefert war, so lange wie möglich auszudehnen und sie durch entwürdigende Behandlung zu zermürben.“
Die Medien berichteten detailliert vom „befremdenden Verhalten der Gefassten“, das sie vielfach als wahnhaft deuteten und auf ihre Hirnoperation zurückführten, kaum von Rechtsverstößen im Umgang mit ihr.

### Haft
Ab 16. Juni 1972 befand sich Meinhof in Einzelhaft und strenger Isolation, bis Februar 1973 zunächst in der leerstehenden psychiatrischen Frauenabteilung der Justizvollzugsanstalt Köln. Ihre Haftauflagen dort waren härter als bei anderen RAF-Gefangenen und werden heute als inhuman eingestuft. Sie war optisch und akustisch vom normalen Anstaltsalltag getrennt. Ihre Zelle war mitsamt den Möbeln vollständig weiß, schalldicht und auch nachts von Neonlicht beleuchtet. Jeder Kontakt zu anderen Häftlingen war ihr verboten, weil sie als politische Agitatorin galt und keine Unruhe stiften sollte. Sie durfte nicht an Gruppenveranstaltungen teilnehmen und nur zu ihren Anwälten, Verwandten und Gefängnispersonal Kontakt haben, weil sie wie Astrid Proll, die dort zuvor einsaß, als besonders gefährlich und gewaltbereit galt. Laut Jutta Ditfurth wurde Meinhof anders als andere Untersuchungsgefangene rund um die Uhr überwacht, nachts mehrmals bei Kontrollen geweckt, täglich leibesvisitiert, durfte nur einmal wöchentlich baden und beim täglichen Hofgang niemand begegnen. Privatbesuche wurden von drei bis vier Beamten begleitet und bei Gesprächen über die Haftsituation sofort abgebrochen. Der Kauf eines Radios, Bücher, Zeitschriften und Teilnahme an Debatten außerhalb der U-Haft waren verboten. Erst nach monatelangen Anwaltsbeschwerden erhielt sie ein Radio ohne UKW-Empfang.
Im Januar und Februar 1973 beteiligte sich Meinhof an einem Hungerstreik, mit dem die RAF-Gefangenen ihre Zusammenlegung durchsetzen und die Öffentlichkeit mobilisieren wollten. Der Anstaltsarzt, der im November 1972 vor ihrer weiteren „strengen Isolierung“ gewarnt hatte, sah am 1. Februar ihre Belastungsgrenze erreicht und hielt die Isolierung „in der jetzigen Form nicht mehr für vertretbar.“ Am 31. Januar wurden ihre Auflagen jedoch zunächst verschärft: Sie erhielt Rauchverbot und wurde nachts mindestens alle zehn Minuten beobachtet. Der Anstaltspsychologe warnte, bei ihrer „fast vollkommenen Isolation“ von Umweltwahrnehmungen seien psychische Schäden auf Dauer nicht zu vermeiden. Auf Bitte ihres Anwalts schrieb sie ihre Hafteindrücke auf und beschrieb den Entzug aller Umwelteindrücke im „Toten Trakt“ als lebensbedrohliche „weiße Folter“.
Die RAF-Anwälte stellten die Haftumstände seit 1973 als „Isolationsfolter“ und „Vernichtungshaft“ dar und veröffentlichten Meinhofs undatierten „Brief aus dem Toten Trakt“. In einem weiteren Brief beschrieb sie ihre „Auschwitzphantasien“ im „Toten Trakt“ als „realistisch“. Damit gewann die RAF weitere Anhänger. Am 9. Februar, als die RAF-Anwälte vor dem BGH einen viertägigen Solidaritätshungerstreik begannen, wurde Meinhof in die Männerpsychiatrie verlegt. Dort hörte sie Geräusche, durfte aber weiterhin keine Mitgefangenen kontaktieren. Vorstöße des Anstaltspsychologen, dieses Verbot aufzuheben, wies der Generalbundesanwalt strikt zurück. Ab 5. März durfte sie beim täglichen Hofgang mit einem von der Gefängnisleitung ausgewählten Nicht-RAF-Mitglied reden. Ab April lehnte sie dieses Angebot jedoch ab, weil sie fürchtete, die „Beigeher“ würden ihr Kontaktbedürfnis ausnutzen, um sie zu bespitzeln.
Im Juni 1973 stellte Meinhofs Anwalt Ulrich K. Preuß Strafanzeige gegen den Anstaltsleiter und den Landesjustizminister Diether Posser. Darin beschrieb er die Haftumstände als vorsätzlichen „gewaltsamen Angriff auf die persönliche Identität“ seiner Mandantin. Die eintönig weiße, kahle, schalldichte, dauerbeleuchtete und im Winter ständig unterkühlte Zelle solle alle Sinnesreize abtöten. Das Fenster sei anfangs gar nicht, später nur einen Spalt weit zu öffnen gewesen. Meinhof habe nur alle 14 Tage einen höchstens 30-minütigen Verwandtenbesuch empfangen dürfen. Gegen den Foltervorwurf betonte der Anstaltsleiter im August 1973: Meinhofs Zelle sei wie alle Zellen aus Hygienegründen weiß gestrichen und wegen der schwachen Belegung ihrer Abteilung geräuscharm gewesen. Das Fliegengitter vor dem Fenster habe Kontaktaufnahme und Weitergabe von Gegenständen verhindern sollen. Meinhof habe kleine Bilder aufhängen dürfen, bei täglichem Freigang und Essensausgabe Kontakt zum Gefängnispersonal gehabt, pro Woche einen mehrstündigen Anwaltsbesuch, insgesamt 22 30- bis 70-minütige Privatbesuche, regelmäßige Arztbesuche, mehrere Tageszeitungen und Zeitschriften erhalten und Rundfunk empfangen können. Linksgerichtete Zeitschriften, die die Justiz als Gefährdung der Anstaltsordnung ansah, wurden ihr jedoch vorenthalten.
Seit Januar 1973 hatte der Generalbundesanwalt geplant, Meinhof für ein Gutachten über ihren Geisteszustand in eine psychiatrische Anstalt einzuweisen. Als sie davon erfuhr, versuchte sie, eine Zwangseinweisung mit Rechtsmitteln zu verhindern. Im Mai warf sie den Psychiater Hermann Witter aus ihrer Zelle, der im Auftrag des BGH ihre Zurechnungsfähigkeit untersuchen wollte. Grund war ein seit ihrer Hirnoperation 1962 angeblich eingetretener „Persönlichkeitsbruch“. Während des zweiten Hungerstreiks der RAF (8. Mai bis 7. Juli 1973) besuchte Witter sie erneut, wieder erfolglos. Dann wollte er Meinhof mit einer riskanten Szintigrafie auf einen Gehirntumor untersuchen lassen und eventuell mit dem Neurochirurgen Friedrich Loew einen Zwangseingriff durchführen, um vermutete psychische Veränderungen zu beheben. 30 Universitätsärzte erklärten, dies wäre bei fehlender akuter Gesundheitsgefahr grundgesetzwidrig. Am 13. Juli 1973 erlaubte der BGH dennoch den Eingriff. Viele Prominente beteiligten sich nun an den Protesten. Der Spiegel erinnerte am 27. August 1973 an eine seit 1968 zugängliche Krankenakte Meinhofs. Danach hatte man keine Nachwirkungen der Operation von 1962 festgestellt und ihr volle Gesundheit bescheinigt. Witter erklärte am selben Tag, aufgrund des nun bekannten Befunds sei eine Szintigrafie ungeeignet zum Nachweis psychischer Veränderungen. In einem Interview stellte er den Eingriff weiterhin als harmlos und durch RAF-Anhänger aufgebauscht dar, denn Unzurechnungsfähigkeit Meinhofs „wäre ja tödlich für die Chefideologin und ihre Bande“. Meinhofs Strafanzeige vom Juni gegen Körperverletzung im Amt wurde im Februar 1974 abgewiesen.
Im Juli 1974 erstellte der Verfassungsschutz einen Geheimbericht mit abgefangenem Schriftverkehr zwischen Meinhof und ihren Anwälten. Darin soll sie gefordert haben, Prominente von Folterabsicht des Staates zu überzeugen und die öffentliche Meinung zu ihren Haftumständen mit bestimmten Begriffen rhetorisch zu beeinflussen. Das sollte belegen, sie habe die Kampagne gegen „Isolationsfolter“ vom Gefängnis aus systematisch eingefädelt und gelenkt.

### Aussagen zu Schuldumkehr, Israel, Juden
Im Frühjahr 1965 verurteilte Meinhof in konkret die Luftangriffe auf Dresden vom Februar 1945 als „Barbarei und Unmenschlichkeit“. Damit sei die „Anti-Hitler-Koalition zu dem entartet“, was sie bekämpft habe. Meinhof stellte das deutsche Volk als Opfer dar, das „doch selbst betrogen worden“ sei, ohne Opfer des Nationalsozialismus in diesem Kontext zu erwähnen. Sie bezifferte die Zahl der bei den Luftangriffen Getöteten auf 200.000 und berief sich dazu auf ein Buch des späteren Holocaustleugners David Irving. Der Antisemitismusforscher Samuel Salzborn urteilt, dieser Text habe die „geschichtsrevisionistische Dresden-Wahrnehmung“ in Deutschland überaus populär gemacht.
Im Juli 1967, nach dem Sechstagekrieg, bekräftigte Meinhof die Solidarität der Linken mit Israel und allen rassisch Verfolgten. Israels Bestand in Frage zu stellen würde erneut die Verfolgten treffen. Wie mit Polen sei mit Israel Aussöhnung zu suchen. Hinter der Solidarität der USA mit Israel stünden dagegen Erdölinteressen. Sie kritisierte bundesdeutsche Medien, die den Sechstagekrieg mit NS-Ausdrücken als „Blitzkrieg“ feierten: „… nicht die Einsicht in die eigenen Verbrechen, sondern der israelische Blitzkrieg, die Solidarisierung mit der Brutalität, der Vertreibung, der Eroberung führte zu fragwürdiger Versöhnung.“ Davon dürfe sich die Linke nicht vereinnahmen lassen. Sie müsse berechtigte Interessen der Araber würdigen, ihnen aber Verzicht auf Palästina und Koexistenz mit Israel abverlangen. Die Drohung, Israel zu vernichten, bleibe unerträglich. Linke Solidarität schließe sogar Mosche Dajan ein, „wenn er ermordet werden soll.“ Seine Politik und seinen Rechtsradikalismus schließe sie aus. Wer Frieden für Israel wolle, müsse Kritik an Israels Politik und die Forderung nach Rückzug auf seine Vorkriegsgrenzen zulassen. Israel müsse selbst entscheiden, ob es leben oder siegen wolle. Meinhof verteidigte damals gegen andere Linke das Selbstbestimmungs- und Existenzrecht Israels. Damit war sie in der konkret-Redaktion isoliert. In der Folgeausgabe beschrieb Röhl Israels Staatsgründung ahistorisch als Besetzung fremden Landes; der Sechstagekrieg gefährde Israels „Lebensrecht“.
Meinhof war die einzige Deutsche, die palästinensische Terroristen im September 1972 beim Münchner Olympia-Attentat freipressen wollten. Im November 1972 in ihrer isolierten Haftsituation schrieb sie einen Text zu diesem Anschlag, den die Anwälte unabgesprochen als RAF-Erklärung veröffentlichten. Darin lobte sie die Geiselnahme als beispielhafte revolutionäre Tat voller „Sensibilität für historische und politische Zusammenhänge“. Sie habe einen Massenmord an Palästinensern in das Land „zurückgetragen“, das ihn historisch verursacht, nämlich die Juden verfolgt und zur Auswanderung gezwungen habe. Die deutschen Behörden hätten vorsätzlich ein Massaker verübt, das dem „Moshe-Dayan-Faschismus – diesem Himmler Israels“ gleiche. Israel habe „seine Sportler verheizt wie die Nazis die Juden – Brennmaterial für die imperialistische Ausrottungspolitik“. Die Geiseln seien bereit gewesen, sich mit den Tätern ausfliegen zu lassen. Doch die Behörden hätten sie getäuscht und geopfert.
Die Gleichsetzung Dayans mit dem NS-Haupttäter Heinrich Himmler und Israels Palästinapolitik mit Ausrottung und Faschismus gelten als antisemitische Aussagen. Anders als 1967, so der Historiker Volker Weiß, habe Meinhof Israels Palästinenserpolitik nicht mehr solidarisch in Erinnerung an die Shoa kritisiert, sondern mit der Shoa gleichgesetzt, sich kritiklos mit dem Befreiungskampf der Palästinenser und diesen mit der internationalen Befreiung vom Imperialismus identifiziert. Veit Medick (taz) nennt jene Aussagen „Pogromrhetorik“, die aber nur den damals üblichen Antizionismus der Linken spiegele. Auch Jutta Ditfurth kritisiert jene Aussagen als „antisemitische Ausfälle“, mit denen Meinhof ihre frühere Israelsolidarität vergessen zu haben scheine. Nach Kritik Ensslins an dem Text habe sie diesen „trostlos“ genannt und nie wieder so etwas verfasst.
Im Dezember 1972 sagte Meinhof im Prozess gegen Horst Mahler: „Auschwitz heißt, dass sechs Millionen Juden ermordet und auf die Müllkippe Europas gekarrt wurden als das, als was man sie ausgab – als Geldjuden. Der Antisemitismus war seinem Wesen nach antikapitalistisch. Mit der Vernichtung von sechs Millionen Juden wurde die Sehnsucht der Deutschen nach Freiheit von Geld und Ausbeutung mit ermordet... Ohne dass wir das deutsche Volk vom Faschismus freisprechen – denn die Leute haben ja wirklich nicht gewusst, was in den Konzentrationslagern vorging –, können wir es nicht für unseren revolutionären Kampf mobilisieren.“ Für den Politikwissenschaftler Anton Pelinka erklärt diese „erstaunliche Anmaßung“ die Zusammenarbeit der RAF mit Kräften in Nahost, die Israel vernichten wollten. Er sieht darin einen fließenden Übergang vom linken zum rechten Extremismus.

### Gerichtsverfahren
Im Januar 1974 klagte der Generalbundesanwalt Baader, Ensslin, Meinhof, Meins und Raspe vor dem Oberlandesgericht Stuttgart wegen Mordes an vier und Mordversuchs an 54 Menschen, Raubüberfällen, Sprengstoffanschlägen und Gründung einer kriminellen Vereinigung an. Im Februar beschlagnahmte der Generalbundesanwalt Briefwechsel mit Anwälten, Privatbriefe und andere Texte Meinhofs aus ihrer Zelle. Einer ihrer Anwälte wurde festgenommen und als Unterstützer der RAF angeklagt. Sie lehnte den DDR-Anwalt Friedrich Karl Kaul als zusätzlichen Verteidiger ab, weil er sie nicht als Marxistin ansah. Im März wurde die Anklage gegen sie ergänzt: Sie habe alle RAF-Schriften maßgeblich verfasst, damit alle Straftaten der RAF ideologisch gerechtfertigt, mitgeplant und mitgetragen und sei somit Mittäterin aller Morde und Mordversuche der RAF, auch wenn sie nicht unmittelbar daran beteiligt gewesen sei.
Am 28. April 1974 wurden Meinhof und Ensslin in die neugebaute Justizvollzugsanstalt Stuttgart-Stammheim verlegt. Ihre benachbarten Zellen waren von den übrigen isoliert. Sie durften täglich vier Stunden miteinander in einem Betonkäfig auf dem Gebäudedach verbringen. Dieser „Umschluss“ wurde gestrichen, nachdem Meinhof am 30. Juli einer Wärterin mit einer Klobürste auf den Kopf geschlagen hatte. Am 27. August wurde sie für den Prozess zur Baader-Befreiung unangekündigt nach West-Berlin verlegt. Zum Auftakt am 10. September erklärte sie, die RAF lehne diesen Prozess als psychologische Kriegsführung ab. Baaders Befreiung sei für den Aufbau der RAF unentbehrlich gewesen. Sie rief zum dritten Hungerstreik gegen die „Vernichtungshaft“ auf. Zudem rief sie die inzwischen entstandenen Komitees der „Roten Hilfe“ über herausgeschmuggelte info-Texte zu Solidaritätsaktionen zusammen mit Amnesty International, Jungsozialisten, Pen Club und anderen Gruppen auf. Damit bekräftigte sie den Führungsanspruch der RAF.
Am 9. November 1974 starb Holger Meins an den Folgen von Hungerstreik, Zwangsernährung und fehlender medizinischer Aufsicht. Ab 6. November wurde Meinhof in Moabit zwangsernährt. Ihr Anwalt Hans-Christian Ströbele verzichtete auf weitere Zeugenbefragung, um ihre isolierte Haftsituation nicht zu verlängern. Obwohl keiner von neun Zeugen den Anklagepunkt „unerlaubter Waffenbesitz“ bestätigt hatte, wurde sie am 29. November wegen gemeinsamen Mordversuchs und Gefangenenbefreiung zu acht Jahren Haft verurteilt. Sie sei zum rücksichtslosen Schusswaffengebrauch bereit gewesen, mitschuldig an den Schüssen auf Georg Linke und habe sie „planvoll“ zur Flucht mit Baader genutzt. Spätere „Worte des Bedauerns“ änderten daran nichts. Am 2. Dezember wurde sie nach Stammheim zurückverlegt. Im Oktober 1975 verwarf der BGH ihre Revision gegen das Urteil.
Altbundespräsident Gustav Heinemann bat Meinhof und die RAF am 11. Dezember 1974 in einem Privatbrief, den Hungerstreik zu beenden, um ihr Leben zu bewahren. Der Anlass sei entfallen, da man die Haftbedingungen schon großenteils geändert habe und weitere Erleichterungen prüfe. Falls der Streik Verhandlungsunfähigkeit herbeiführen solle, könne das Strafverfahrensrecht verschärft werden (dies geschah neun Tage darauf). Der Streik werde die vielleicht angestrebten politischen Wirkungen verfehlen und positive Strafrechtsreformen erschweren. Meinhof antwortete: Ziel des Streiks sei, die Isolation aller RAF-Häftlinge aufzuheben. Falls das geschehe, werde man ihn sofort abbrechen. Mit weniger werde sich die RAF nach der zum Teil als Folter betriebenen Zwangsernährung und „Hinrichtung“ von Holger Meins nicht abfinden. Sie lud Heinemann ein, sie und Baader für je 15 Minuten zu besuchen, um sich über ihre Haftsituation zu informieren. Dies lehnte er ab.
Als vier RAF-Gefangenen in Stammheim paarweise Kontakt zueinander erlaubt wurde, beendeten sie am 5. Februar 1975 den Hungerstreik. Am 21. Mai begann der Stammheim-Prozess. Anhand der geänderten Strafprozessordnung wurden vier Vertrauensanwälte als mutmaßliche Komplizen der RAF ausgeschlossen, später zwei davon festgenommen und ihre Akten beschlagnahmt. Den übrigen wurde die kollektive Verteidigung verboten. Vom Gericht ernannte Pflichtverteidiger betrachteten die Angeklagten als Helfer der Anklage und verweigerten ihnen jede Zusammenarbeit. Sie wurden zunächst ohne, dann trotz gegenteiliger Ärztegutachten für verhandlungsfähig erklärt. Als auch vom Gericht beauftragte Gutachter die Haftbedingungen als „extrem“ und gesundheitsgefährdend einstuften, mehrere Monate Prozesspause und Zusammenlegen in größere Gruppen forderten, verbot Richter Theodor Prinzing das Verlesen und Veröffentlichen der Gutachten und schloss die Angeklagten wegen selbstverursachter Verhandlungsunfähigkeit vom Prozess aus. Der BGH lehnte die Beschwerde dagegen ab und behauptete ohne Beweis, sie hätten die Entführung von Peter Lorenz (27. Februar 1975) und die Geiselnahme von Stockholm (25. April) aus der Haft heraus mitgeplant, sich freipressen lassen oder andere Gefangene agitieren wollen. Ab 28. Oktober ließ Prinzing sie wieder am Verfahren teilnehmen, solange sie sich dazu imstande fühlten. Zum BGH-Beschluss erklärte Meinhof, sie könnten die Anstaltsordnung wegen des jahrelangen Kontaktverbots gar nicht gefährden. Die Isolation lasse nur die Wahl zwischen Sterben oder Gestehen, also Verrat an der RAF. Am 7. November wurde einer ihrer Anwälte entpflichtet, ein weiterer verlor seine Zulassung. Ihre zwei neuen Anwälte wurden nach dem ersten Auftritt vor Gericht ausgeschlossen. Das Bundesverfassungsgericht bestätigte im Januar 1976 den Ausschluss der Angeklagten als rechtmäßig, so dass sie ihre Haftsituation rechtlich nicht mehr anfechten konnten. Während das Gericht jeder Darstellung, der Prozess sei politisch motiviert, entgegentrat, räumten Abgeordnete, die die Sondergesetze („Lex RAF“) unterstützt hatten, politische Gründe dafür ein. Meinhof, aber auch Prozessbeobachter wie Gerhard Mauz stellten diesen Widerspruch wiederholt heraus.
Am 13. und 14. Januar 1976 erklärten die Angeklagten Entstehung und Ziele der RAF, übernahmen ohne Detailangaben politische Verantwortung für die Anschläge und rechtfertigten sie als Gegengewalt gegen den Imperialismus und den Vietnamkrieg. Meinhof stimmte nach anfänglicher Ablehnung dem Vorschlag ihres neuen Anwalts Axel Azzola zu, auf völkerrechtlicher Basis den Kriegsgefangenenstatus für sie zu beantragen. Sie erwartete keinen Erfolg des Antrags und keine Strafminderung, aber eine Chance, ihre politischen Beweggründe öffentlich zu erklären, und bereitete sich mit Lektüre anderer Fälle intensiv darauf vor. Ohne Wissen Meinhofs bat Azzola Prinzing Ende April 1976 um Hafterleichterung für sie, da er um ihr Leben fürchte. Prinzing lehnte ab. Vom 10. März bis 10. April war sie erneut vom Prozess ausgeschlossen. Am 4. Mai 1976 erschien sie letztmals für 15 Minuten vor Gericht, um die Vorladung prominenter Politiker wie Richard Nixon und Willy Brandt zu beantragen, die die Beteiligung der Bundesrepublik am Vietnamkrieg bezeugen sollten. Nachdem sie den Gerichtsraum verlassen hatte, sagte Ensslin aus: Die RAF sei zwar politisch auch für Anschläge wie den auf das Springerhochhaus verantwortlich. Doch diesen hätten andere RAF-Gruppen autonom durchgeführt, „deren Konzeption wir nicht zustimmen und die wir in ihrem Ablauf abgelehnt haben.“

### Tod
Am 9. Mai 1976 fanden Justizbeamte Ulrike Meinhof mit einem aus Handtuchstreifen geknoteten Strick um den Hals erhängt am Fenstergitter ihrer Zelle. Ihre Anwälte durften die Spurensicherung nicht begleiten. Die Gerichtsmediziner Joachim Rauschke und Hans Joachim Mallach obduzierten den Leichnam und stellten Strangulation ohne Fremdeinwirkung als Todesursache fest. Werner Janssen obduzierte die Tote im Auftrag ihrer Schwester am 10. Mai erneut und bestätigte, Meinhof sei durch Erhängen gestorben: „Nach den bisher vorliegenden Untersuchungsbefunden besteht kein Anhalt für Fremdeinwirkung“. Die Befunde der Erstobduktion wurden ihm nicht vorgelegt.
Noch vor der Obduktion nannte die Staatsanwaltschaft gegenüber den Medien als Todesursache einen Suizid und als dessen Motiv eine Ausgrenzung Meinhofs durch Mitgefangene. Weil ein Abschiedsbrief Meinhofs fehlte, bezweifelten ihre Wahlverteidiger ihren Suizid am 10. Mai und beantragten erfolglos eine Prozesspause. Erstmals stimmte ein Pflichtverteidiger diesem Antrag zu. Ensslin bezeugte, sie und Meinhof hätten am Vortag ihres Todes weitere Verteidigungsschritte besprochen. Nachts habe sie Musik aus Meinhofs Zelle gehört.
Am 12. Mai 1976 wurde Meinhofs Zelle renoviert. Am 10. Juni wurden die Ermittlungen zu Meinhofs Tod eingestellt. Auf Initiative von Otto Schily entstand ab August 1976 eine Internationale Untersuchungskommission, die die Mordthese untermauern und aus Gegnern der Bundesrepublik Deutschland bestehen sollte. Sie prüfte die Obduktions- und Ermittlungsberichte, fand darin Widersprüche (vor allem zur Länge des Stricks) und folgerte daraus 1978, Meinhofs Suizid sei nicht bewiesen. Möglich sei, dass man sie erwürgt und dann aufgehängt habe. Presseberichte von 1977 über ein zweites Treppenhaus mit einer Tür neben Meinhofs Zelle und darüber, dass der Verfassungsschutz fünf bis sieben Zellen heimlich verwanzt und abgehört hatte, nährten die Zweifel.
Deutsche Medien kritisierten die Mordthese als Fehldeutung der Obduktionsbefunde. Als Belege für ein Suizidmotiv zitierten sie Angriffe Ensslins auf Meinhof in info-Briefen, die Anklagevertreter an die Presse lanciert hatten. Lorenz Jäger (FAZ) deutete Meinhofs Aussage vom 28. Oktober 1975, die er irrtümlich auf März 1976 datierte, als „Hilferuf“ und versteckte Abkehr von der RAF. Stefan Aust deutete Ensslins Aussage vom 4. Mai 1976 als Distanzierung von Meinhof und als Suizidmotiv. Mario Krebs dagegen deutete diese Aussage als Entlastung, weil Irmgard Möller sie einige Wochen nach Meinhofs Tod im Prozess bestätigte: Meinhof habe den Anschlag auf das Springergebäude nicht vorgeschlagen und nicht mit ausgeführt, sondern sei erst nachträglich nach Hamburg gefahren, um mit den Tätern die Kritik an diesem Anschlag zu diskutieren. Laut Jutta Ditfurth hatten Ensslin und Meinhof ihren Zwist spätestens zwei Monate vor Meinhofs Tod beigelegt.

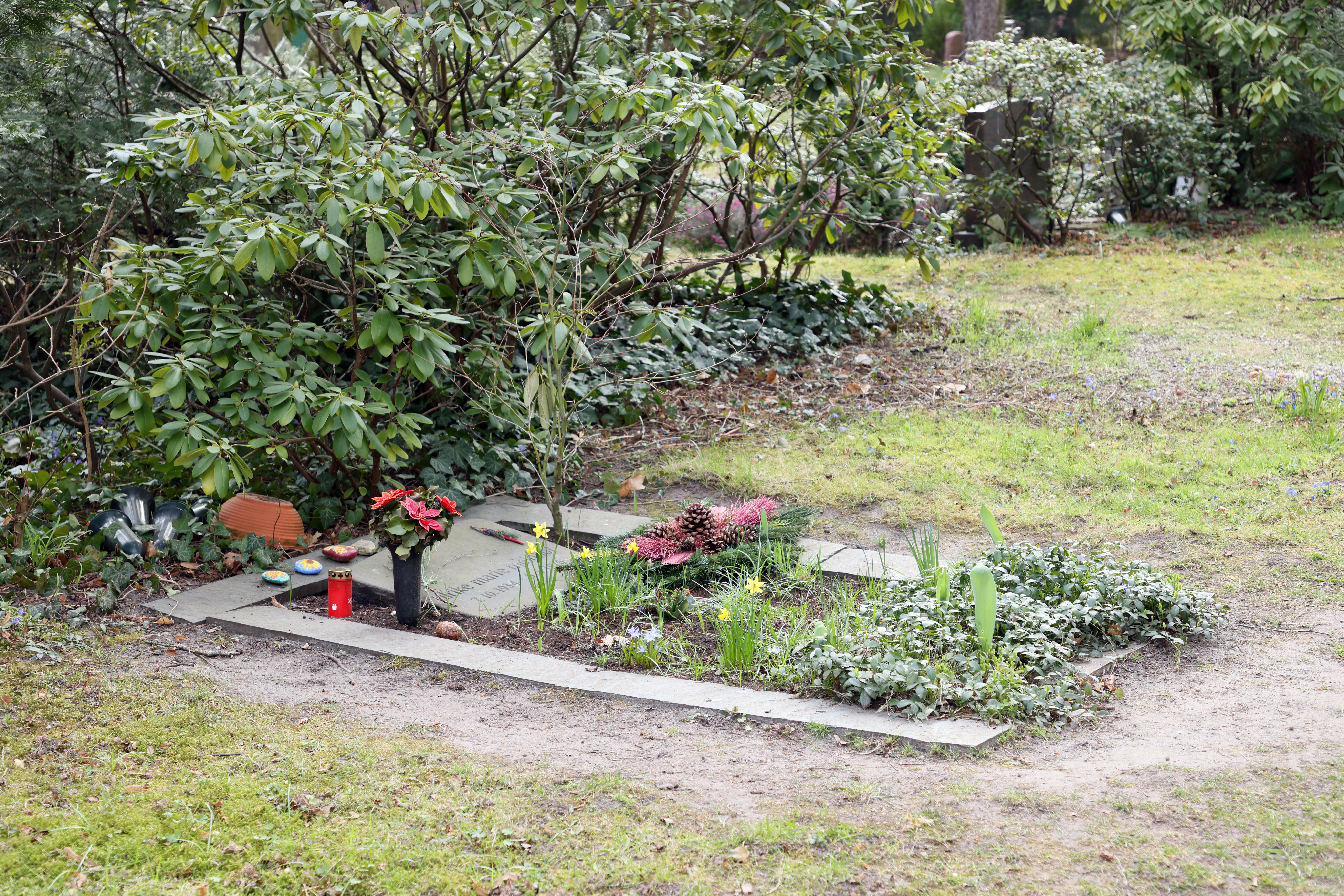
Grab von Ulrike Meinhof auf dem Friedhof der Dreifaltigkeitsgemeinde III in Berlin

Die Todesnachricht führte zu vielen, teilweise gewalttätigen Demonstrationen in und außerhalb der Bundesrepublik und zu Anschlägen auf deutsche Einrichtungen in anderen Staaten. Am 7. April 1977 erschoss das Kommando Ulrike Meinhof der RAF den Generalbundesanwalt Siegfried Buback und seine Begleiter.

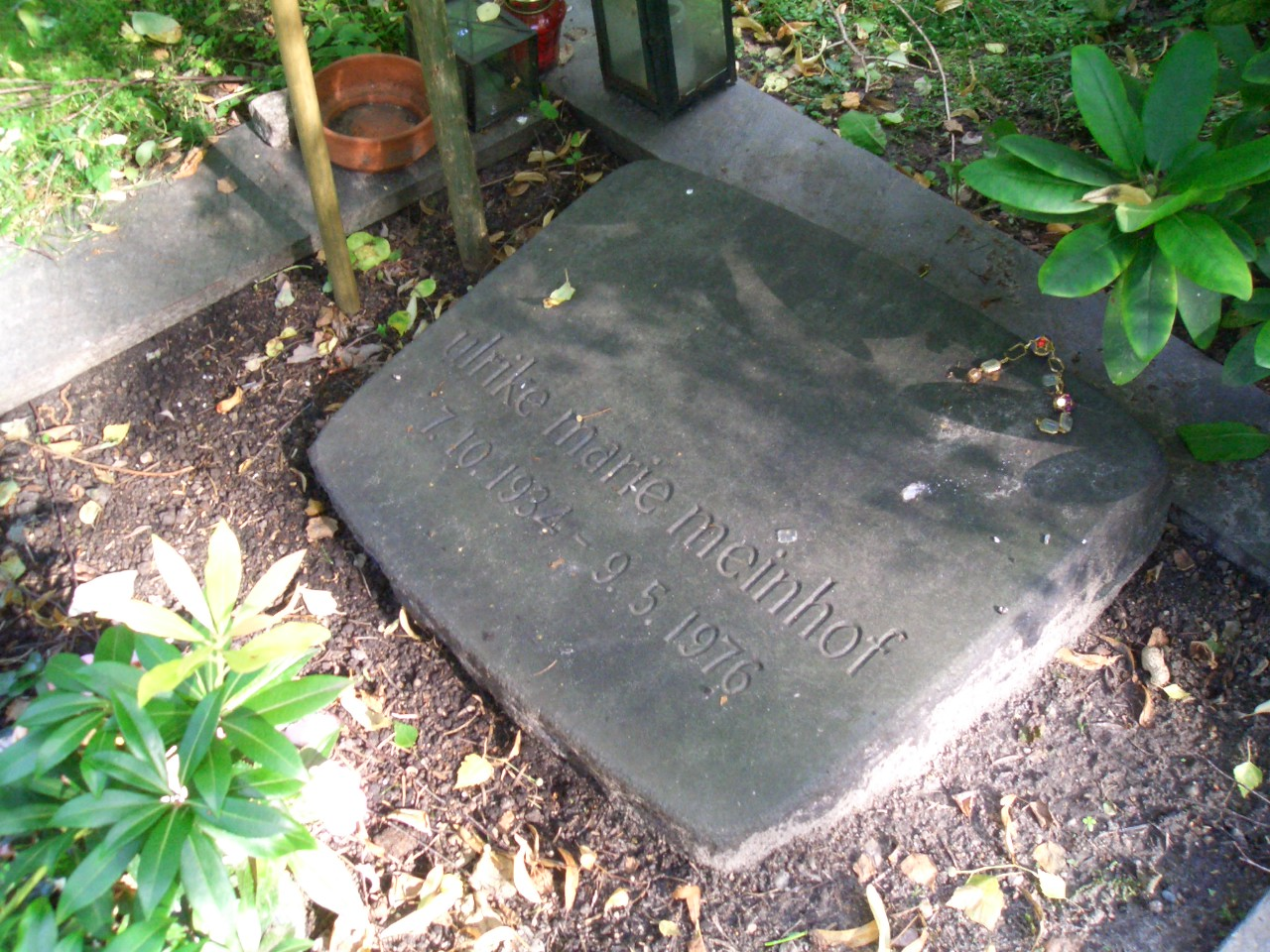
Das Grab von Ulrike Meinhof

Viele Gemeinden in Deutschland wollten keine Grabstelle für Ulrike Meinhof bereitstellen. Nur die Gemeinde in Berlin-Mariendorf erklärte sich dazu bereit. Am 15. Mai 1976 wurde sie auf deren Dreifaltigkeitskirchhof III beigesetzt. Dabei demonstrierten etwa 4000 Menschen. Der evangelische Theologe Helmut Gollwitzer, der Meinhofs Seelsorger gewesen war, hielt die Trauerrede. Der Verleger Klaus Wagenbach sagte, sie sei an den „deutschen Verhältnissen“ zugrunde gegangen. Die Grabstätte befindet sich im Feld 3A-12-19.
Nach der Erstobduktion wurde Meinhofs Gehirn entnommen und an das Institut für Hirnforschung der Universität Tübingen weitergeleitet, wo es von dem Neuropathologen Jürgen Peiffer untersucht wurde. Er fand dabei einen Hirnschaden im Bereich der für die Steuerung der Emotionen und Affekte verantwortlichen Amygdala, der 1962 bei dem erfolglosen Versuch entstanden war, einen gutartigen Tumor zu entfernen. Darum hätte man, so Peiffer, im Gerichtsverfahren nach Meinhofs Zurechnungsfähigkeit fragen müssen. Sein Bericht blieb unveröffentlicht. Meinhofs Gehirn wurde zwei Jahrzehnte lang in Scheiben geschnitten in einem Kunststoffbeutel in der Tübinger Asservatenkammer unter der Nummer ES154/76 aufbewahrt. Als Peiffer 1997 erfuhr, dass der Leiter der Psychiatrischen Universitätsklinik Magdeburg Bernhard Bogerts bei einem Mehrfachmörder eine ähnliche Schädigung des Gehirns festgestellt hatte, beschlossen die beiden Wissenschaftler, ihre Forschungsergebnisse zu kombinieren und Peiffer übergab Meinhofs Gehirn an Bogerts. Dieser untersuchte es 2002 mit neuen Forschungsmethoden erneut und folgerte, der Hirnschaden könne ein „pathologisches Ausmaß an Aggressivität“ bewirkt haben. Als Meinhofs Tochter Bettina Röhl davon erfuhr, zeigte sie beide Ärzte wegen Störung der Totenruhe und einem illegalen Umgang mit den sterblichen Überresten ihrer Mutter an und forderte die Herausgabe des Gehirns ihrer Mutter. Die Ethikkommission der Otto-von-Guericke-Universität Magdeburg verbot Bogerts daraufhin, weiter an dem Gehirn zu forschen und seine bisherigen Ergebnisse dazu zu veröffentlichen. Auf Antrag von Bettina Röhl ließ die Staatsanwaltschaft Stuttgart Meinhofs Gehirn am 16. Dezember 2002 einäschern. Am 19. Dezember 2002 wurde die Urne in Meinhofs Grab in Berlin-Mariendorf beigesetzt. Nur Meinhofs zwei Töchter und deren Lebensgefährten waren dabei anwesend.

## Rezeption

### In Sekundärliteratur
Ulrike Meinhof wurde, so der Publizist Gerd Koenen, „zur Ikone und Märtyrerfigur der Linken schlechthin, und gerade der ‚undogmatischen‘.“ Der Journalist Stefan Aust legte 1985 mit Der Baader-Meinhof-Komplex eine einflussreiche Darstellung ihres Lebens vor, die 2008 Grundlage für den gleichnamigen Film wurde. An Austs Darstellung wird kritisiert, dass er Andreas Baader und Gudrun Ensslin dämonisiere, um Meinhof zu rehabilitieren bzw. zu legitimieren. Von dem „Mythos“, den Aust aufgebaut habe, grenzte sich Jutta Ditfurth mit ihrer Meinhof-Biographie von 2007 ab. Ditfurth wurde umgekehrt vorgeworfen, Meinhof zu positiv dargestellt zu haben. Ebenfalls 2007 veröffentlichte die Politikwissenschaftlerin Kristin Wesemann eine „politische Biografie“, in der sie vor allem Meinhofs kommunistische Ideale kritisierte.
Die britische Germanistin Sarah Colvin analysierte vor allem Meinhofs Sprache, die entscheidenden Einfluss auf die Sprache der RAF und damit auch auf ihre Taten gehabt habe. Colvin interpretiert diese Sprache als Kritik an der Sprache der radikalen Linken und an der maskulinen Ökonomie des Wissens. Colvin wies außerdem darauf hin, dass Meinhofs Leben von Mythen und Legenden umgeben sei. Zum einen identifiziert sie das Motiv des „Engels“, das bereits in der Autobiografie ich bin ein Mensch für mich (1992) von Meinhofs Pflegemutter Renate Riemeck anklinge. Riemeck hatte zuvor bereits andere Autoren mit Material und Erinnerungen über Meinhofs Kindheit versorgt. Auch Meinhofs Ehemann Klaus Rainer Röhl beschreibt in seiner Autobiographie Fünf Finger sind keine Faust (1974) in einer Anekdote, wie die Schülerin Ulrike Meinhof einem Studienrat widerspricht. Diese Anekdote wird sowohl von Mario Krebs in seiner Biographie Ulrike Meinhof. Ein Leben im Widerspruch (1988) als auch von Aust im Baader-Meinhof-Komplex zitiert. Der Theologe Helmut Thielicke bezeichnete den Bruch in Meinhofs Leben als „luziferischen Absturz“. Alois Prinz verknüpfte diese Motive in seiner preisgekrönten Biographie Lieber wütend als traurig von 2003. Darin charakterisiert er Meinhof als gefallenen Engel.
Häufig zitiert wird ein Ausspruch des damaligen Altbundespräsidenten Gustav Heinemann. Helmut Gollwitzer hatte damit den Abdruck seiner Traueransprache auf Ulrike Meinhof eingeleitet, wonach Heinemann, schon sterbenskrank, auf die Nachricht vom Tode Ulrike Meinhofs geflüstert habe: „Sie ist jetzt in Gottes gnädiger Hand – und mit allem, was sie getan hat, so unverständlich es für uns war, hat sie uns gemeint.“ Dieses Zitat wird unterschiedlich interpretiert. Laut dem Journalisten Reinhard Mohr habe Heinemann damit „den diffusen hagiographischen Konsens in protestantischer Klarheit“ ausgedrückt. Für den Autor Willi Winkler hatte Heinemann nach Meinhofs Tod „von Staats wegen versöhnliche Worte gefunden“. Heinemann, so die Politikwissenschaftlerin Kristin Wesemann, habe anders als Gollwitzer, Kurt Scharf, Heinrich Böll und Jean-Paul Sartre nicht mehr versucht, Meinhof zu verstehen, sondern weitere Todesfälle verhindern wollen. Als gläubiger Christ habe er Meinhof immer als Mensch gesehen und ihr zugestanden, dass ihre Taten nicht der reinen Lust am Tun gefolgt seien, sondern eine Absicht gehabt hätten. Wen er mit „uns“ meinte, habe er offengelassen.
Aufsehen erregte eine Erinnerung Marcel Reich-Ranickis in seinen Memoiren Mein Leben (1999/2001). Er berichtete von einem Gespräch, das Meinhof 1964 nach seinem Auftreten als Zeuge im Prozess gegen Karl Wolff mit ihm über die Lebensbedingungen im Warschauer Ghetto führte. Reich-Ranicki wunderte sich dabei über ihr Interesse und bemerkte, sie habe am Ende des Gesprächs „Tränen in den Augen“ gehabt. Er frage sich deshalb, ob es „denkbar [wäre], dass es zwischen ihrem brennenden Interesse für die deutsche Vergangenheit und dem Weg, der sie zum Terror und zum Verbrechen geführt hat, einen Zusammenhang gibt.“ Bettina Röhl sagte Reich-Ranicki 2004, ihre Mutter habe ihn im Auftrag der KPD besucht, um ihn gegebenenfalls als Kollaborateur öffentlich bloßstellen zu können. Einige Medienberichte bezweifelten dieses Motiv, und Reich-Ranicki revidierte seine Wahrnehmung Meinhofs nicht.
Nach Sarah Colvin wurden die Biografien anderer Terroristen wie Baader, Ensslin oder Inge Viett in der Rezeption nicht in derselben Weise mit der deutschen Geschichte verknüpft wie die Meinhofs. Zur Beschreibung der erwachsenen Ulrike Meinhof wurden, so Colvin, Vergleiche zu militanten und märtyrerhaften Frauenfiguren bemüht. Peter Rühmkorf („eine heilige Johanna“), Joachim Fest („die Jeanne d’Arc der Linken“) und wiederum Klaus Röhl verglichen Meinhof mit Jeanne d’Arc. Reinhard Baumgart, Timon Koulmassis und Erich Fried fühlten sich bei ihr an Rosa Luxemburg erinnert. Elfriede Jelinek überblendete in ihrem Stück Ulrike Maria Stuart die Biographie Meinhofs mit der Biographie Maria Stuarts. Weitere Vergleiche assoziierten Meinhof mit Sophie Scholl (Röhl und Aust) oder bezeichneten sie als „Blockflötenmädchen“ (Reinhard Opitz, Mario Krebs, Uwe Backes) und hoben ihre Ernsthaftigkeit und Integrität hervor („das ernste Mädchen“, Aust; „fleischgewordene intellektuelle Redlichkeit“, Röhl) Heinrich Böll stellte Meinhof in Aussicht, „als die klassische rote Hexe in den Siedetopf der Demagogie zu geraten“. Colvin weist darauf hin, dass gewalttätige bzw. kriminelle Frauen in der Regel als aktiv und libidinös veranlagt und damit als männlich wahrgenommen würden. Umgekehrt sei es zur Verteidigung Meinhofs entscheidend gewesen, ihre Weiblichkeit zu betonen, etwa ihre Mutterschaft oder ihre Ablehnung von Waffen, wie es vor allem Klaus Röhl, Aust und Alois Prinz unternähmen. Darüber sei etwa der Bericht ihrer Tochter Regine Röhl in Vergessenheit geraten, wonach ihre Mutter durchaus Waffen getragen habe.

### Belletristik, Kunst
- Um die Lebensgeschichte von Ulrike Meinhof geht es in Johann Kresniks gleichnamigem Stück, das 1990 im Bremer Theater uraufgeführt wurde. In der Spielzeit 2005/2006 stand es im Programm der Bonner Oper.
- Das Theaterstück Ulrike Maria Stuart von Elfriede Jelinek wurde 2006 am Hamburger Thalia-Theater aufgeführt.
- Das Theaterstück La extraordinaria muerte de Ulrike M. von Carlos Be.
- Das Theaterstück Ulrike. Mondzeit – Neonzeit von Helma Sanders-Brahms
- Das Theaterstück Leviathan von Dea Loher beschreibt die Entscheidungssituation von Ulrike Meinhof – unter ihrem zweiten Vornamen „Marie“ fast unkenntlich – ob sie nach der Befreiungsaktion für Baader im Untergrund bleiben oder in die Normalität zurückkehren soll.
- Die szenische Textkollage Widerstand/Scheitern von Roswitha Kämper[149]
- Heinrich Bölls fiktive Erzählung Die verlorene Ehre der Katharina Blum reagierte auch auf den Umgang deutscher Boulevardzeitungen mit Ulrike Meinhof und Menschen, die mit ihr Kontakt hatten.
- In dem 1975 abgeschlossenen, 1987 erschienenen Roman Am Rubikon. Die schaudervollen Vorkommnisse in der Kommune V von André Müller sen., der die psychologische Genesis der RAF satirisch behandelt, spielt Ulrike Meinhof als Sophie eine tragende Rolle.
- Der Gemäldezyklus 18. Oktober 1977 von Gerhard Richter aus dem Jahr 1988 hat das grauenhafte Geschehen der Suizide in Stammheim zum Thema.
- Dagmar Leupold: Die Helligkeit der Nacht, C.H. Beck, München 2009. Der Roman fingiert Briefe von Heinrich von Kleist, dem Autor der Erzählung Michael Kohlhaas, an Ulrike Meinhof, in denen er sich u. a. mit der Frage auseinandersetzt, wo der Punkt liegt, der die Hinwendung zum Terrorismus auslöst.
- Die Verhaftung von Ulrike Meinhof am 15. Juni 1972 in der Walsroder Straße 11 ist im kollektiven Gedächtnis der Stadt Langenhagen hängen geblieben. 25 Jahre später erinnerte die Künstlergruppe p.t.t.red (paint the town red) in ihrer einwöchigen künstlerischen Aktion Außerparlamentarische Situation (24.–28. Februar 1997) zur Kunst im öffentlichen Raum daran „Ulrike Meinhof spricht über ihre Verhaftung in Langenhagen.“[150]
- Stefan Micheel am >>offenen grab<< der ulrike meinhof. Mit einer mehrteiligen Installation widmet sich Micheel der Geschichte des Grabes von Ulrike Meinhof. Die Arbeit entstand im Zeitraum von 1996–2003 – 2009 in Berlin und der Hamburger Kunsthalle.[151]

### Musik
- Die DDR-Band AufBruch widmete ihr den Song Für Ulrike.
- Das Lied Ulrike des deutschen Künstlers crument aus seiner im September 2010 erschienenen EP Klassengesellschaft.[152]
- Das Lied Liebe Ulrike der italienischen EBM-Band Pankow
- Das Lied Briefe aus dem toten Trakt der Band Guts Pie Earshot vertont einen Text von Ulrike Meinhof.
- Das Lied Stammheim (Kampf) der Band Weena Morloch vertont ebenfalls ein Zitat von Ulrike Meinhof.
- Der Titelsong des gleichnamigen Albums Broken English von Marianne Faithfull thematisiert Meinhof.[153] Ihr ist das Lied gewidmet.[154]
- Die deutsche Hiphop-Formation Freundeskreis nimmt auf ihrem ersten Album Quadratur des Kreises von 1997 im Titel Cross the Tracks Bezug auf Meinhofs Erlebnisse im „Toten Trakt“ der JVA Ossendorf. Diese werden in Verbindung zum Todestrakt der staatlichen Strafvollzugsanstalt Huntington gesetzt, welche auf Erfahrungen von Mumia Abu-Jamal beruhen.
- Eine britische Punkband benannte sich nach Ulrike Meinhof (Meinhof).
- Die deutsche Band Der Plan brachte 2004 mit ihrem Album Die Verschwörung den Track Ulrike heraus, auf dem man Meinhofs Stimme hört.
- Der spanische Rapper Pablo Hasél veröffentlichte 2012 ein Album mit dem Titel Escribiendo con Ulrike Meinhof

### Film
- Stammheim; Film von Reinhard Hauff mit Therese Affolter in der Rolle der Ulrike Meinhof; nach dem Buch von Stefan Aust, 1986
- Ulrike Marie Meinhof; Film von Timon Koulmassis. Dokumentarfilm von Arte, 1994
- Johannes Unger und Sascha Adamek: Ulrike Meinhof – Wege in den Terror; Dokumentarfilm des RBB, 2006 (alternativ auf YouTube)
- „So macht Kommunismus Spaß“. Ulrike Meinhof und die Akte Konkret; Dokumentarfilm von Bettina Röhl für Spiegel TV, 2007
- Der Baader Meinhof Komplex; Film von Bernd Eichinger mit Martina Gedeck in der Rolle der Ulrike Meinhof; nach dem Buch von Stefan Aust, 2008
- Stammheim – Zeit des Terrors; Dokudrama von Niki Stein und Stefan Aust, 2025

## Publikationen
- Heimkinder in der Bundesrepublik – Aufgehoben oder abgeschoben?" (1966), In: Frankfurter Hefte. Zeitschrift für Kultur und Politik 21, Nr. 9 (1966), S. 616–626, online
- Die Würde des Menschen ist antastbar. Aufsätze und Polemiken. (1980) Klaus Wagenbach, Berlin 2008, ISBN 3-8031-2491-3.
- Klaus Rainer Röhl, Hajo Leib (Hrsg.): Ulrike Meinhof: Dokumente einer Rebellion. 10 Jahre konkret-Kolumnen. konkret Buchverlag, 1972.
- Bambule – Fürsorge, Sorge für wen? (1971) Mit einem Bericht von Eberhard Itzenplitz und einem Nachwort von Klaus Wagenbach, Klaus Wagenbach, Berlin 2025, ISBN 978-3-8031-2428-9. (Drehbuch des gleichnamigen Fernsehspiels Bambule, Südwestfunk, 1970. Regie: Eberhard Itzenplitz).
- Deutschland Deutschland unter anderm. Aufsätze und Polemiken. (1967) Klaus Wagenbach, Berlin 2012, ISBN 3-8031-2690-8.
- Gefahr vom Fließband. Arbeitsunfälle – beobachtet und kritisch beschrieben. Abendstudio, Hessischer Rundfunk, 1965. Regie: Peter Schulze-Rohr[155]
- Karl Wolff oder: Porträt eines anpassungsfähigen Deutschen. Abendstudio, Hessischer Rundfunk, 1964. Regie: Heio Müller[156]